# Fourrage
Pour les articles homonymes, voir Fourrage (homonymie).
Pour un article plus général, voir Alimentation animale.

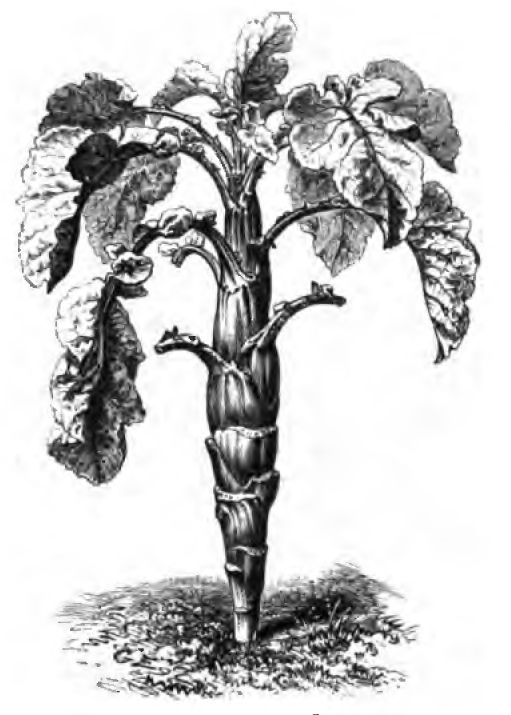
Chou moëllier. Autrefois avant l'avènement de l'ensilage, les choux fournissaient un fourrage frais très apprécié en automne-hiver.

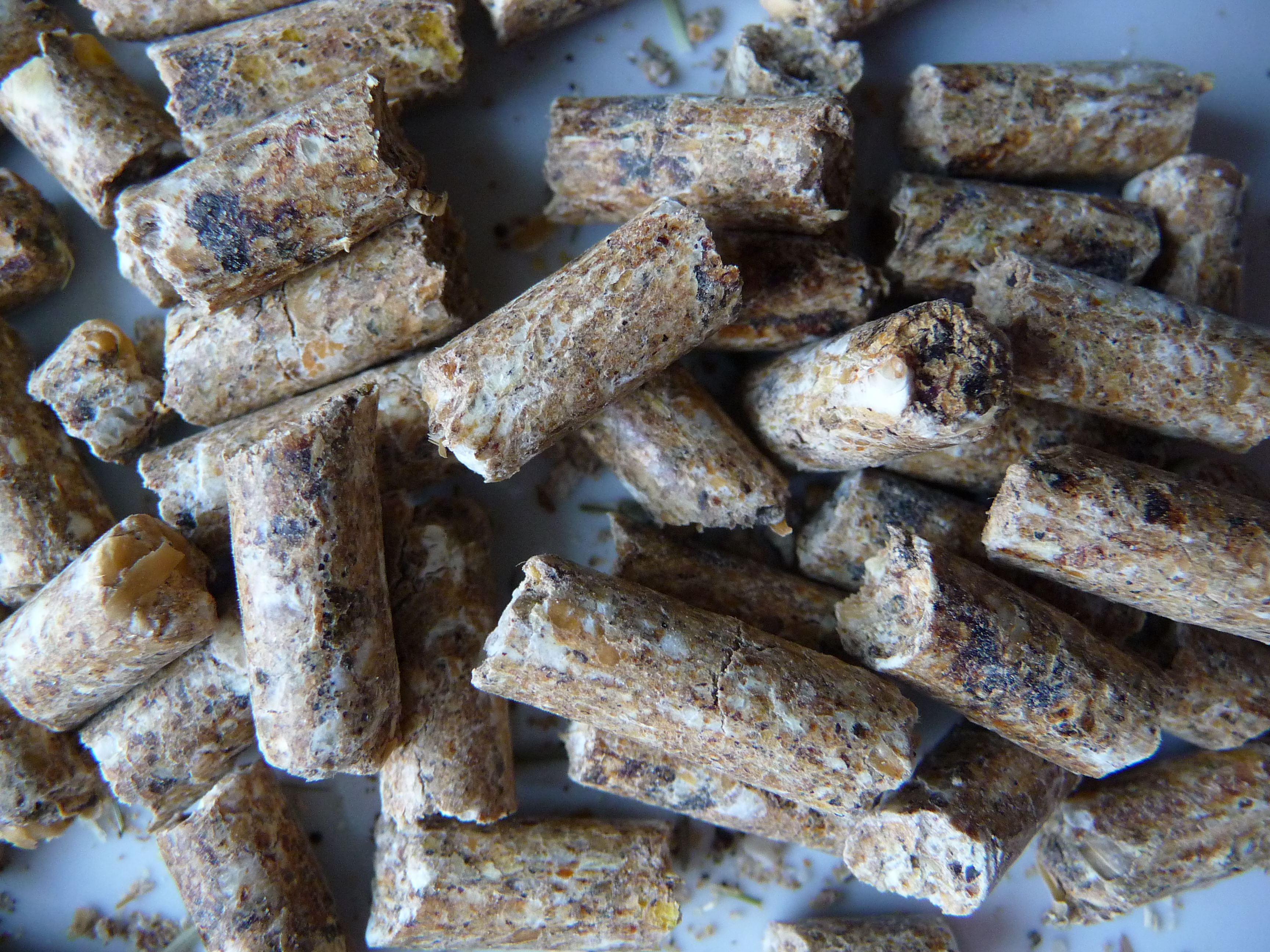
Fourrage industriel en bouchons pour moutons et chèvres

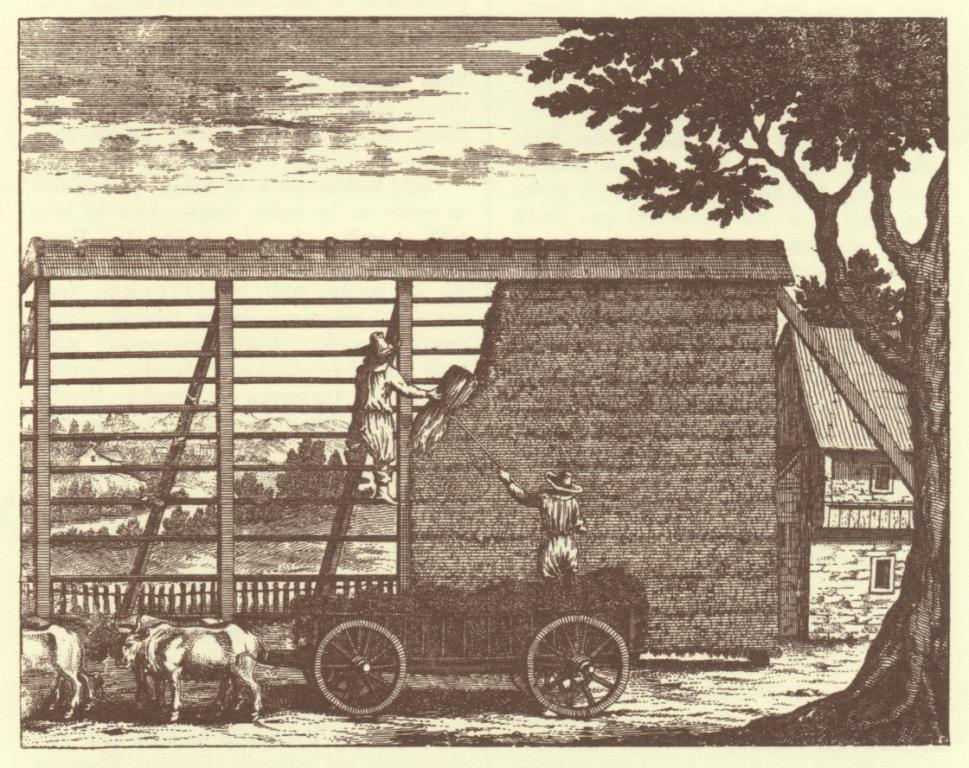
Séchoir à fourrage, utilisé en Slovénie vers 1680

Un fourrage est, dans le domaine de l'agriculture, une plante ou un mélange de plantes utilisé pour l'alimentation des animaux d'élevage.
Lorsque l'on utilise ce terme en élevage ou en zootechnie, on signifie généralement fourrages grossiers (par opposition à aliments concentrés comme les grains). Ces fourrages sont d'une grande diversité dans leur nature botanique, leurs caractéristiques morphologiques et physico-chimiques qui déterminent leur valeur nutritive et leur appétibilité.
Il s'agit en premier lieu des parties herbacées des plantes (feuilles, tiges), mais aussi de racines, de parties de plantes ou de plantes entières que l'on utilise soit à l'état frais, soit conservées fraîches ou plus ou moins séchées. Il s'agit également de l'appareil végétatif aérien d'arbustes. Certaines parties de plantes sont utilisées comme fourrages après transformation comme la pulpe de la betterave à sucre ou les tourteaux des différentes espèces oléifères...
Les fourrages sont utilisés pour nourrir les bovins, caprins, ovins, équins, mais également pour les porcins, camélidés, canards, oies, lapins, etc.
L'affouragement est l'action de donner du fourrage au bétail.
On parle aussi d'insectes-fourrage pour les animaux domestiques, de phytoplancton-fourrage ou d'algues-fourrage pour les copépodes planctoniques, les bivalves, les poissons phytophages, voire pour les ruminants.

## Étymologie et vocabulaire dérivé
Le terme fourrage est dérivé du français feurre (aussi fouarre), « fourrage pour les animaux » en ancien français, puis « paille de céréales » et « paille longue utilisée pour empailler les sièges, couvrir les habitations rurales » de manière plus contemporaine, suivi du suffixe -age. Ce mot est désuet. Il trouve son origine dans un terme vieux bas francique *fodar, même sens, apparenté au  moyen néerlandais voder et néerlandais voeder/voer, au vieux haut allemand fôtar qui a donné l'allemand Futter et à l'anglais fodder.
On parle aussi de
- surface fourragère, qui est en France pour l'administration agricole la somme des surfaces destinées à l’alimentation des animaux (en France : de janvier à fin juillet, à l'exclusion des parcours) ; elle est maintenant déclarée au travers des seuls intitulés de cultures et tout manquement au système de déclaration de surfaces fourragère peut impliquer une pénalité (réduction des aides PAC de l’année). Il peut s'agir de prés et prairies (naturelles ou non, permanentes ou non), d'estives (tant qu'il s'agit d'une surface non-partagée), de cultures fourragères annuelles (betterave fourragère…) ainsi parfois que de maïs et céréales autoconsommées dans le cadre d'un système de type polyculture-élevage (notamment dans le cas des indemnités compensatoires des handicaps naturels, dits « ICHN »)[5]. Sous d'autres latitudes ou dans le passé, la surface fourragère peut aussi être partagée et gérée de manière communautaire (ex : prés communaux en France)
- système fourrager, calendrier fourrager, bilan fourrager : notions techniques concernant l'organisation générale de l'approvisionnement en fourrages, sa prévision et sa vérification au niveau d'une exploitation d'élevage
- région fourragère, une région où les systèmes herbagers sont dominants.
- poisson fourrage (le poisson pêché par la pêche minotière pour être transformé en farine de poisson ensuite utilisée dans l'alimentation animale) et insectes fourrage (insectes élevés pour servir de nourriture aux poissons et éventuellement aux porcs et volailles). Ces expressions sont parfois utilisées bien qu'il ne s'agisse pas de végétal[6].

## Système fourrager
Cette notion est évolutive ; on lui a d'ailleurs donné plusieurs définitions ; elle désignait d'abord l'« ensemble organisé des moyens destinés à produire les fourrages d'une exploitation ou d'un ensemble d'exploitation », pour A. Pousset (1974, 1978),, il s'agit d'« un descriptif des cultures fourragères pratiquées, permettant de classer les exploitations ou les régions agricoles » (notion proche de celle d'assolement fourrager ou pour d'autres, c'est - de manière plus précise - « un ensemble de techniques allant du choix des fourrages jusqu'au revenu de l'éleveur en passant par l'assolement fourrager, la conduite générale de l'élevage... les investissements et le travail à mettre en œuvre, sans négliger le niveau technique de l'éleveur, ses goûts et ses idées personnelles », puis la définition a encore évolué pour aussi désigner « un système d'information et de décision visant à équilibrer les ressources et les besoins en fourrages », éventuellement (depuis les années 2000 à l'aide de logiciels de simulation et/ou d'aide à la décision de choix de gestion et d’affectation/utilisation de parcelles en herbe,. C'est en tous cas l'un des éléments caractérisant le « système d'exploitation » et sa mise en œuvre dans l'espace et dans le temps. Pour l'Institut technique des céréales et des fourrages (ITCF) et l'établissement départemental d’élevage (EDE) d'Ille-et-Vilaine en 1977, il se définit aussi par le choix des espèces, de leur agencement combiné, de leurs proportions et de leurs modes de culture (fertilisation, irrigation...) et d'exploitation (fauche, ensilage...), de l'assolement à la récolte. 
Il peut être simple, mixte ou complexe. Une diversification des espèces, et un choix d'espèces complémentaires en termes de période de germination et de croissance (pour avoir du fourrage toute l'année), et en termes de nutrition (en associant graminées et légumineuses par exemple) et une certaine biodiversité sont des facteurs permettant de sécuriser le système et de le rendre écologiquement plus résilient face à divers aléas (ex : forte pluviométrie, grêles, gel, sécheresses, inondations, sécheresse ou canicule, etc.). « Les systèmes mixtes associant prairies, fourrages annuels, et cultures dérobées sont les plus robustes ». Dans tous les cas, il faut que les plantes fourragères soient bien adaptées au contexte édaphique et écopaysager local.
Cependant ces logiques se heurtent à un autre souci des éleveurs qui est de ne pas trop complexifier ces systèmes pour des raisons de travail, d'investissements et de rentabilité. On peut constater que certains types d'élevages industriels (feed-lots, porcs) ont simplifié leurs méthodes au point que l'on n'y parle plus de systèmes fourragers. En dehors des élevages extensifs, traditionnels et bio, des animaux réputés difficiles (chèvres), la plupart des animaux d'élevage, de la poule à l'escargot en passant par la carpe et le porc, qui avaient autrefois une alimentation diversifiée, reçoivent aujourd'hui un aliment industriel unique où maïs, tourteau de soja et coproduits de l'industrie alimentaire dominent. Pour les ruminants on a aussi la formule : aliment industriel + foin. Les feedlots et élevages porcins de grande taille ont souvent leur propre usine d'aliments sur place.

## Liste des plantes fourragères
(Pour une revue générale des ressources fourragères mondiales, voir le site Feedipedia de l'INRAE .)
Les fourrages sont principalement constitués de plantes prairiales herbacées, essentiellement des graminées et secondairement des légumineuses pour les herbivores, mais de nombreuses autres espèces de plantes sont cultivées pour l'alimentation des animaux domestiques en général et entrent dans la catégorie des plantes fourragères.

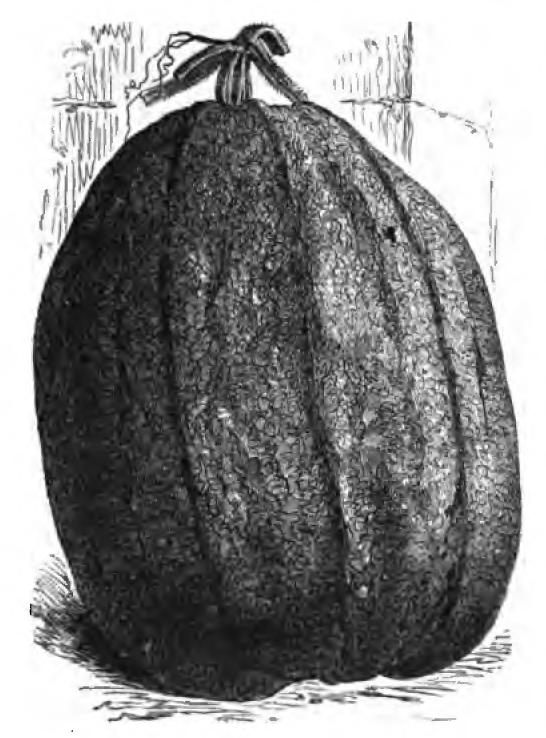
Citrouille de Touraine, considérée autrefois comme une excellente variété fourragère.

Un grand nombre d'espèces ou du moins leurs variétés fourragères ont été très utilisées comme fourrages dans le passé mais ne le sont plus guère. On peut citer : la carotte fourragère, la pomme de terre, le rutabaga, le panais, le topinambour, les choux, la citrouille et même le radis fourrager, la laitue, la chicorée fourragère (Cichorium intybus), le pissenlit et l'ajonc. Cette utilisation persiste pour les élevages familiaux de lapins, chèvres et brebis naines, etc..
D'autre part aujourd'hui, les déchets valorisables, écarts de triage de légumes, tourteaux de graines destinées à l'alimentation humaine sont souvent récupérés pour l'alimentation animale surtout pour les élevages industriels. Exemples : pulpe de betterave sucrière, drèches de brasserie, corn gluten feed.
Des plantes très utilisées en alimentation humaine comme le maïs, les mils (dont le sorgho), le manioc, la patate douce, les pois et fèves fournissent aujourd'hui une grande partie de l'alimentation animale. Leur utilisation fourragère est donc en compétition avec la consommation humaine directe.

### Plantes sarclées
Les racines et éventuellement les parties aériennes des plantes sarclées sont utilisées comme fourrage. Le repiquage de ces plantes couvrantes permettait d'espacer les plants, de favoriser leur mise en place, de limiter le nombre de sarclages et de binages tout en obtenant des racines plus grosses ; il est toujours d'actualité par exemple pour les boutures de patates douces.
- Betterave fourragère, Beta vulgaris L. subsp. vulgaris, Amaranthacées
- Navet fourrager, ou chou navet Brassica napus L. var napobrassica (L) Rchb., Brassicacées
- Chou fourrager, Brassica oleracea L. convar, acephala (DC) Alef., Brassicacées
- Radis fourrager ou oléifère, Raphanus sativus L. var. oleiformis Pers.,
- Patate douce, tropicale

### Plantes de grande culture
Les parties aériennes sont récoltées et utilisées comme fourrage. Le colza, la navette et le sorgho peuvent être pâturés. Les mélanges de plantes annuelles sont appelés méteils
- Colza fourrager, Brassica napus
- Navette fourragère, Brassica rapa L.var silvestris

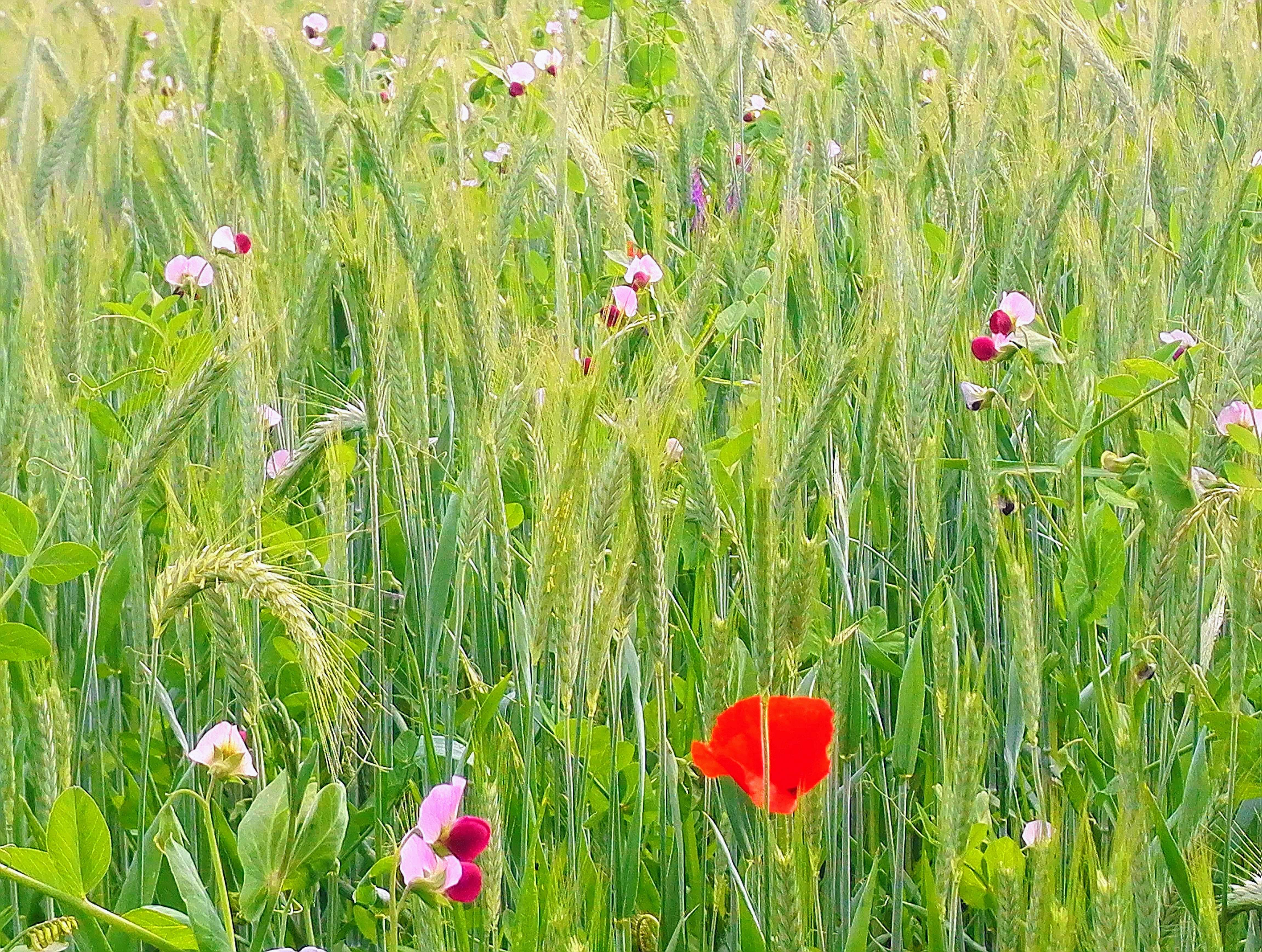
Seigle, pois fourrager et vesce en méteil.

- Seigle, pois fourrager et vesce en méteil.Pois fourrager, Pisum sativum L. subsp., Fabacées
- Le maïs récolté plante entière ou épis entiers en ensilage est l'une des principales plantes fourragères au monde.Maïs fourrage, Zea Mays L., Poacées

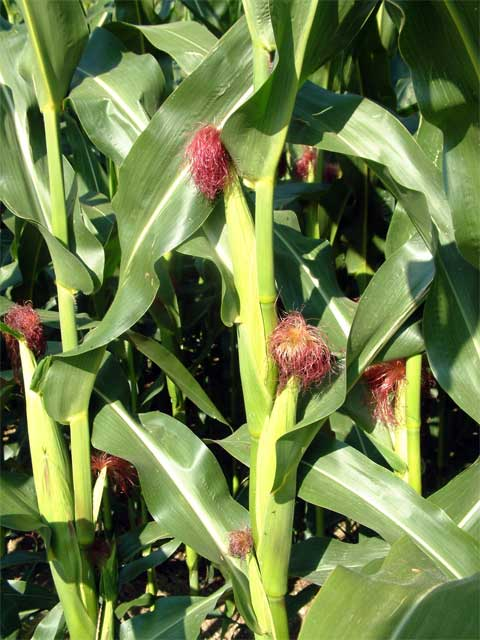
Le maïs récolté plante entière ou épis entiers en ensilage est l'une des principales plantes fourragères au monde.

- Sorgho fourrager, Sorghum sudanense Stapf, Sorghum bicolor (L.) Moench., Poacées

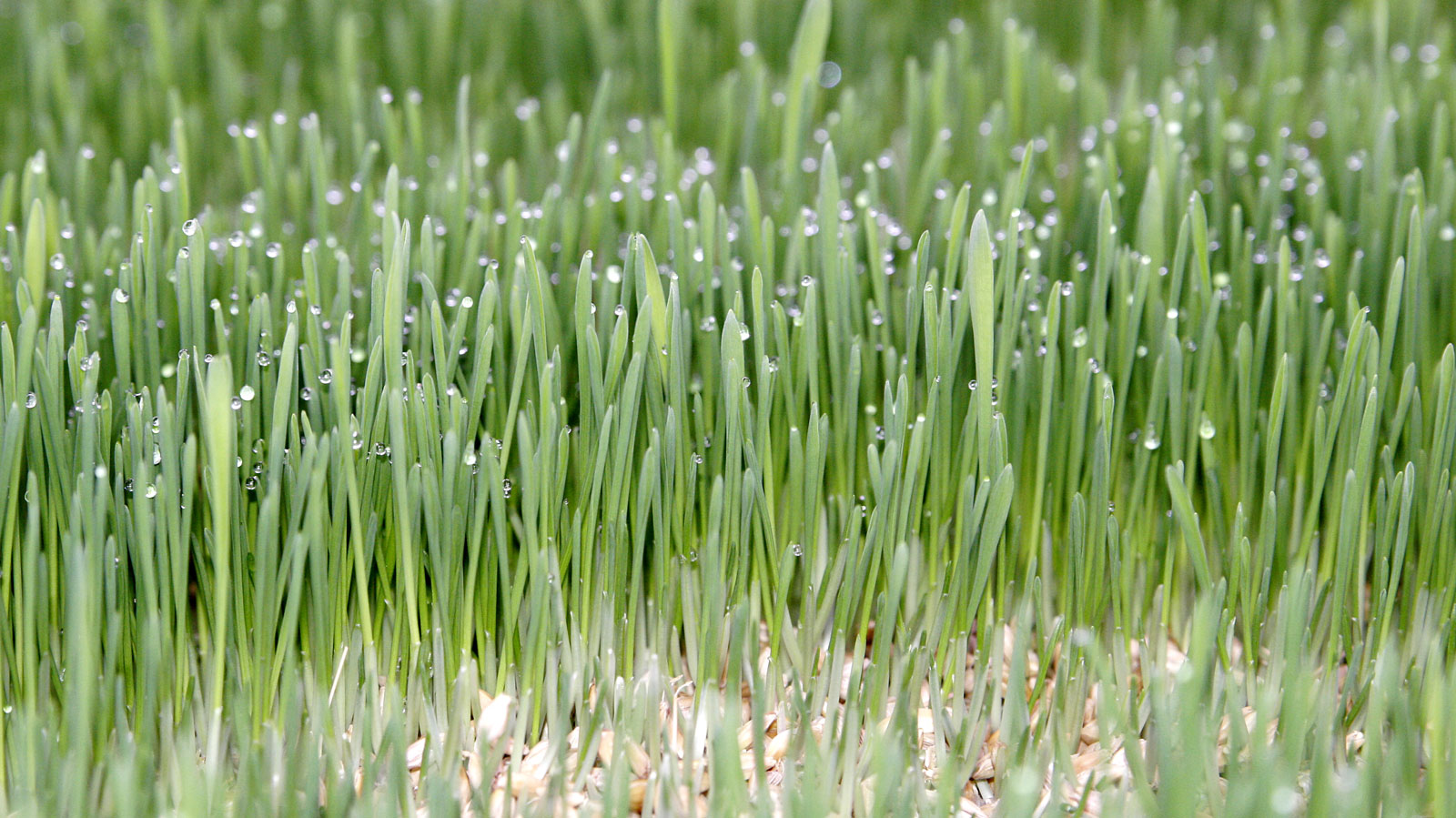
Jeunes pousses de blé cultivées en hydroponie et destinées à être utilisées en fourrage (agriculture biodynamique, comme « vitamines » en élevage industriel, etc.).

- Jeunes pousses de blé cultivées en hydroponie et destinées à être utilisées en fourrage (agriculture biodynamique, comme « vitamines » en élevage industriel, etc.).céréales à paille, poacées, les céréales à paille les plus utilisées comme fourrage (on dit plante entière) sont l'avoine, le triticale, le seigle et divers millets (fonio,  certaines Echinochloa etc.), surtout en zone tropicale et méditerranéenne mais le moha (setaria italica) est aussi cultivé en zone tempérée. Le blé tendre (variétés fourragères) et l'épeautre sont utilisés occasionnellement.
- Protéagineux, les fanes d'arachide , de pois protéagineux et de féverolle sont utilisables comme fourrage.

### Plantes de prairies
Les parties aériennes sont pâturées ou fauchées afin d'être utilisées par les animaux en fourrage frais ou conservé en foin ou en ensilage. Hormis quelques espèces vedette comme les ray-grass et la luzerne, ces plantes sont le plus souvent cultivées en association graminée-légumineuse ou en mélanges parfois complexes.

#### Poacées  (anciennement: graminées)

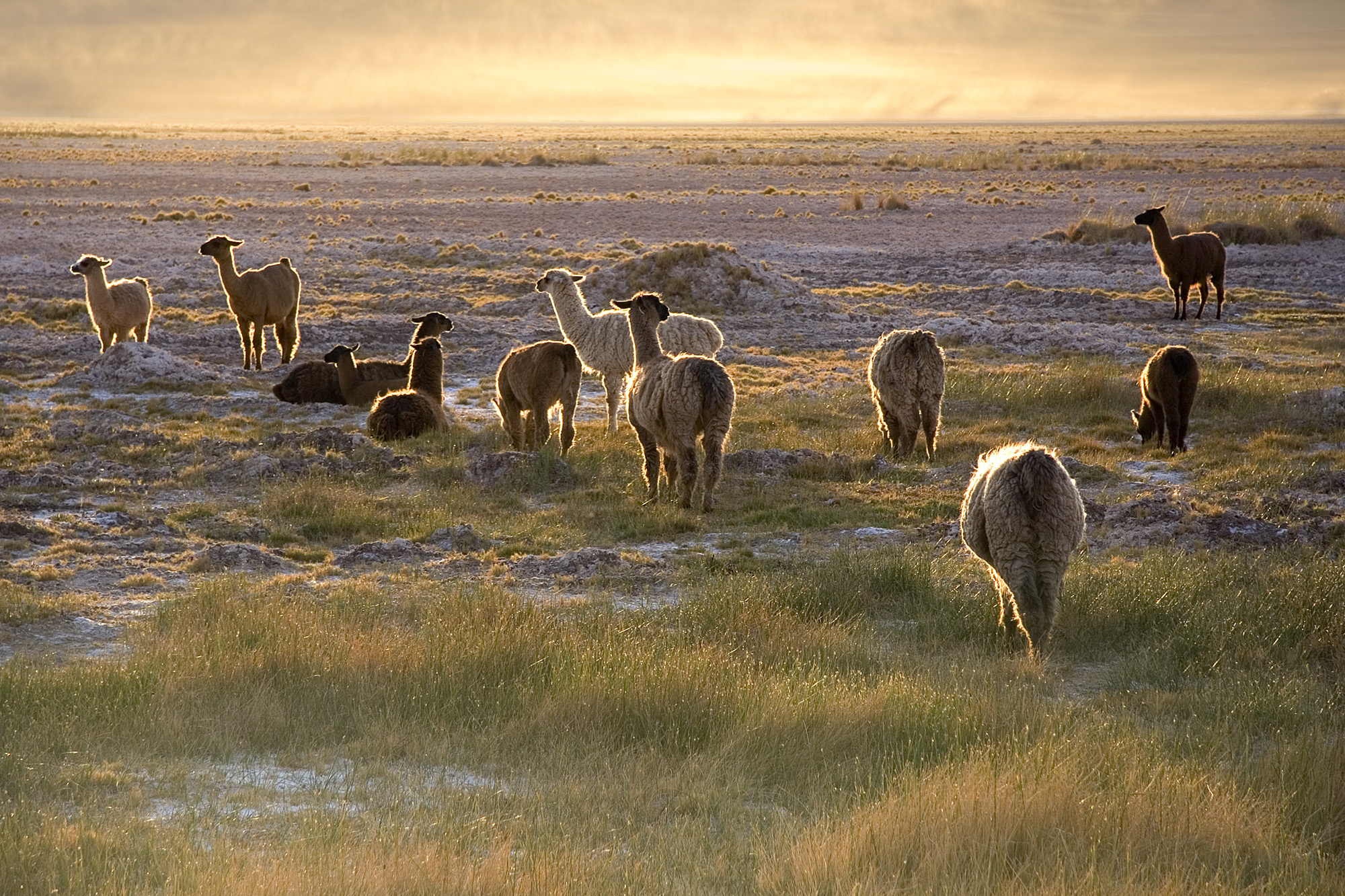
Pâturage de lamas, Désert d'Atacama

- Agrostide des chiens, Agrostis canina L.
- Agrostide blanche, Agrostis gigantea Roth
- Agrostide stolonifère, Agrostis stolonifera L.
- Agrostide tenue, Agrostis capillaris L.
- Alpiste des Canaries
- Avena strigosa, avoine maigre, d'origine européenne, aujourd'hui cultivée comme fourrage en régions subtropicales[22]
- Avoine jaunâtre, Trisetum flavescens (L.) P. Beauv.
- Avoine des prés
- Avoine pubescente
- Brome
- Brome des champs
- Brome dressé
- Brome inerme
- Brome mou, Bromus hordeaceus L
  - Brome, Bromus catharticus Vahl
  - Brome, Bromus sitchensis Trin.
- Canche cespiteuse
- Calamagrostide commune
- Chiendent pied de poule, Cynodon dactylon (L.) Pers., cultivé en zone tropicale
- Crételle des prés Cynosurus cristatus
- Dactyle, Dactylis glomerata L.
- Fétuque
  - Fétuque géante, Festuca gigantea
  - Fétuque hétérophylle
  - Fétuque élevée, Festuca arundinacea Schreber
  - Fétuque ovine ou Fétuque des moutons, Festuca ovina L.
  - Fétuque des prés, Festuca pratensis Hudson
  - Fétuque rouge Festuca rubra L.
- Fléole
  - Fléole bulbeuse,  Phleum bertolonii DC.
  - Fléole des prés, Phleum pratense L.
  - Fléole des Alpes
- Flouve odorante
- Fromental, Arrhenatherum elatius (L.) P. Beauv. ex J.S. et K.B. Presl.
- Herbe de Harding, Phalaris aquatica L.
- Houlque
  - Houlque laineuse
  - Houlque molle
- Mélique penchée
- Millet étalé
- Molinie bleue
- Pâturin
  - Pâturin annuel, Poa annua L.
  - Pâturin des bois, Poa nemoralis L.
  - Pâturin des marais, Poa palustris L.
  - Pâturin des prés, Poa pratensis L.
  - Pâturin commun, Poa trivialis L.
- Ray-grass
  - Ray-grass d'Italie,  Lolium multiflorum Lam.
  - Ray-grass anglais, Lolium perenne L.
  - Ray-grass hybride, Lolium X boucheanum Kunth
- Vulpin
  - Vulpin des prés, Alopecurus pratensis L.
  - Vulpin des champs, Alopecurus myosuroides Huds.

#### Fabacées (anciennement: légumineuses)
- Anthyllide vulnéraire
- Centrosema molle, pois Bâtard, tropicale pouvant supporter de longues périodes de sécheresse[23]
- Fenugrec, Trigonella foenum-graecum L.
- Fèverole, Vicia faba L. (partim)
- Lablab purpureus, plante tropicale
- Lotier
  - Lotier corniculé, Lotus corniculatus L.
  - Lotier des marais, Lotus pedunculatus
- Luzerne

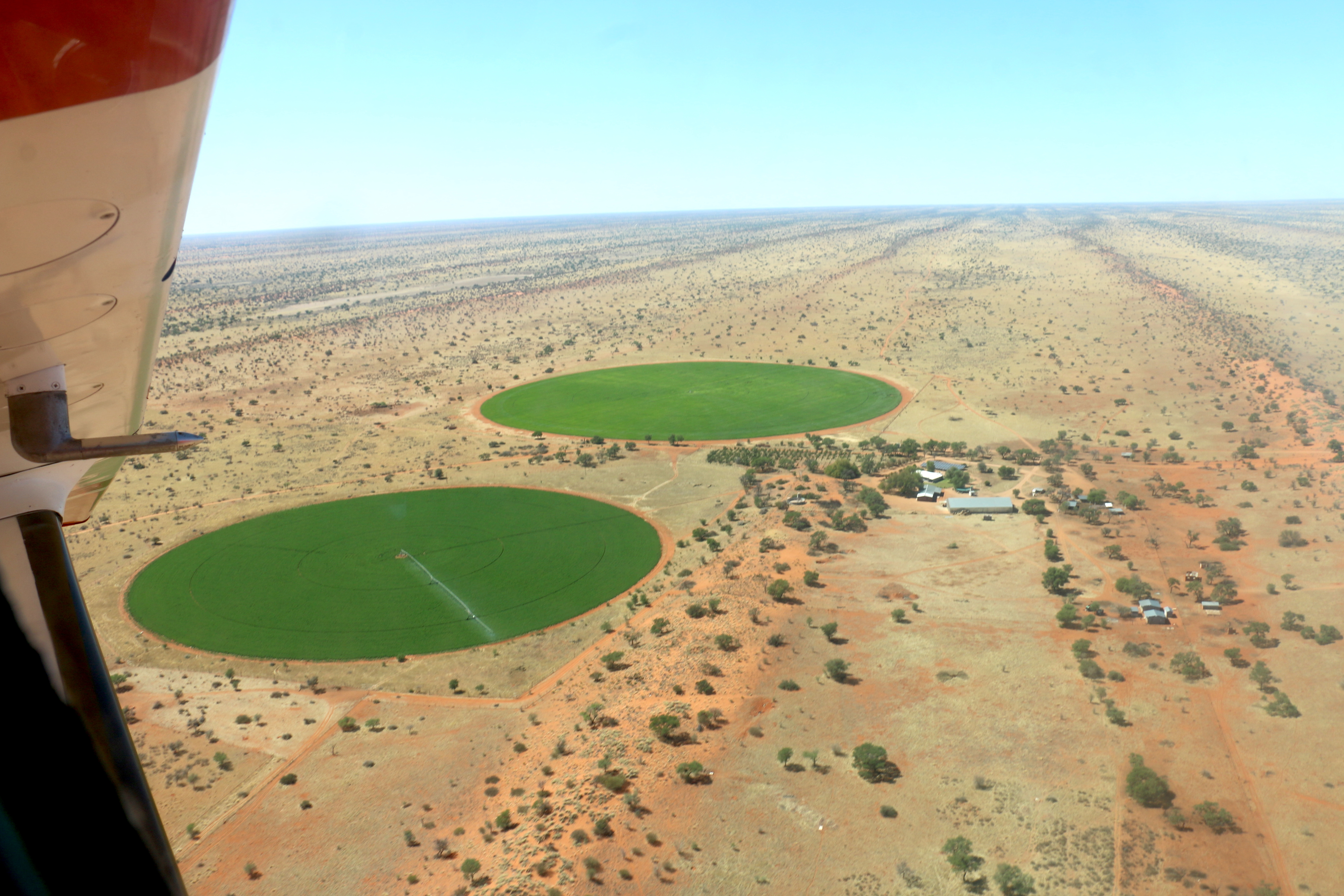
Luzerne irriguée dans le désert du Kalahari, 2017.

  - Luzerne irriguée dans le désert du Kalahari, 2017.Luzerne cultivée, Medicago sativa L. cultivée des zones tempérées aux zones tropicales
  - Luzerne lupuline (ou Minette), Medicago lupulina L.
- Macroptilium atropurpureum, tropicale
- Mélilot blanc, Melilotus albus
- Mélilot jaune
- Niébé, méditerranéen et tropical
- Pois fourrager, Pisum sativum L.
- Sainfoin cultivé, Onobrychis viciifolia Scop.
- Hedysarum coronarium L., sainfoin d'Espagne
- Stylosanthes, plante tropicale
- Trèfle
  - Trèfle blanc, Trifolium repens L.
  - Trèfle d'Alexandrie, Trifolium alexandrinum L.
  - Trèfle de Micheli, Trifolium michelianum Savi.
  - Trèfle de Perse, Trifolium resupinatum L.
  - Trèfle hybride, Trifolium hybridum L.

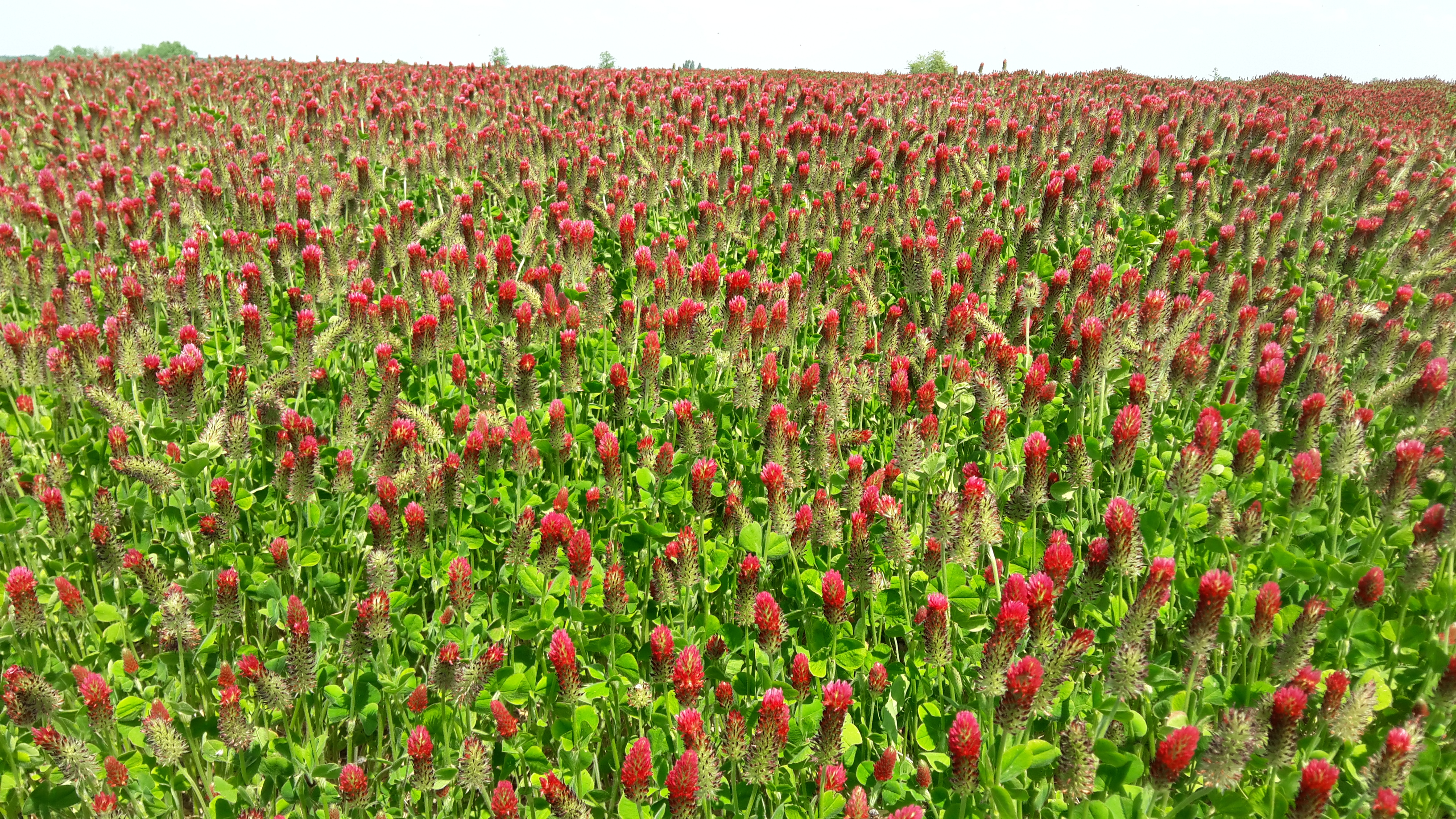
Trèfle incarnat en mai, France.

  - Trèfle incarnat en mai, France.Trèfle incarnat, Trifolium incarnatum L.
  - Trèfle intermédiaire, Trifolium medium L.
  - Trèfle violet, Trifolium pratense L.
- Vesce de Pannonie, Vicia pannonica Crantz
- Vesce commune, Vicia sativa L.
- Vesce velue, vesce de Cerdagne, Vicia villosa Roth.

#### Autres
- Chicorée fourragère (Cichorium intybus)
- Plantain[24]

### Grandes graminées tropicales et bananiers
Malgré des niveaux d'ingestibilité plus faibles (dus à une rigidité supérieure des parois de soutien, ce qui implique souvent qu'ils ne sont consommables qu'en début de végétation) qu'avec les graminées fourragères des zones tempérées, ces grandes herbes sont une source de fourrages potentiellement très importante :
- Andropogon gayanus
- Canne à sucre[26]
- Cenchrus purpureus, canne fourragère, herbe à éléphants

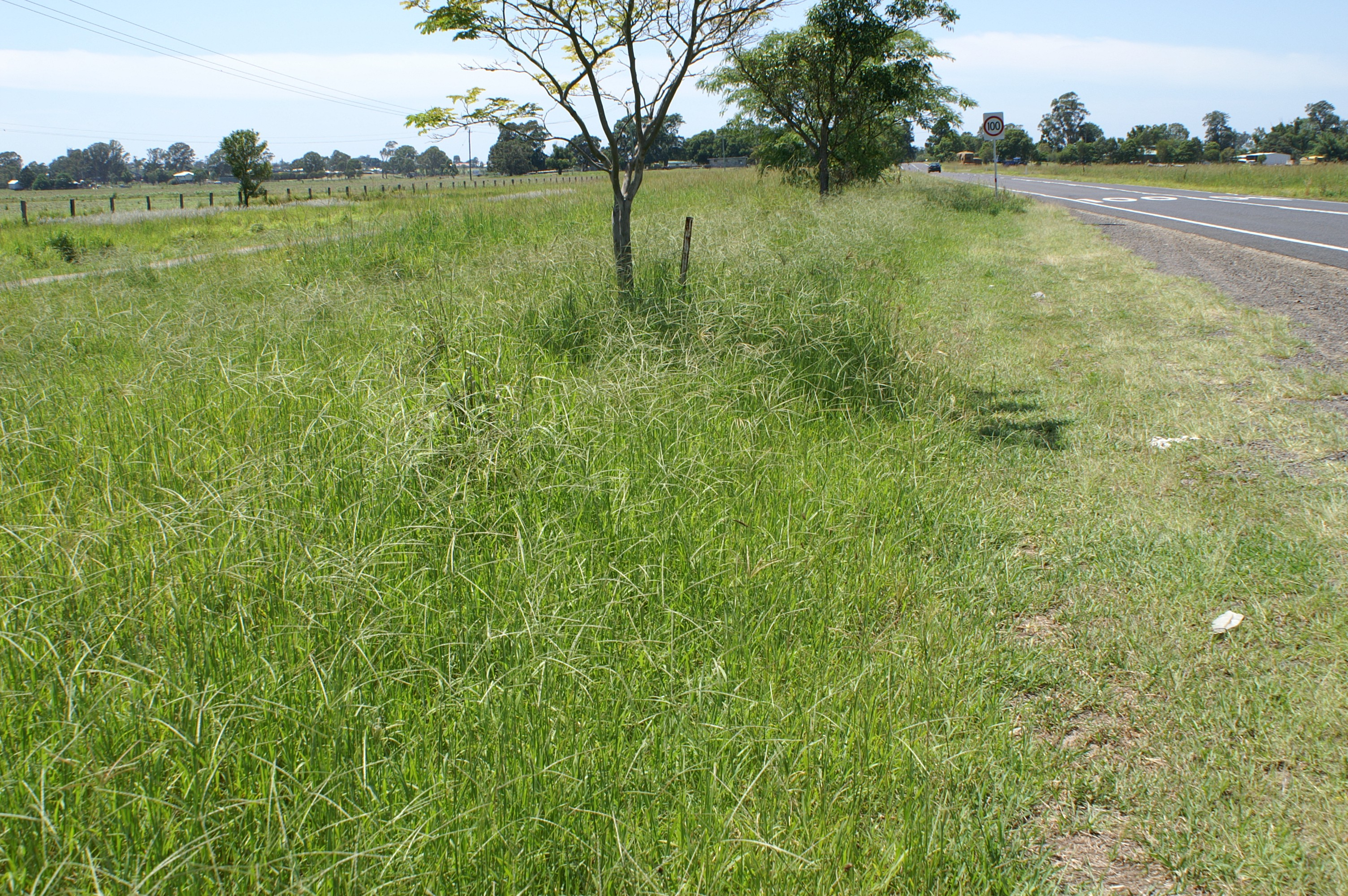
Pangola au bord d'une route, Australie.

- Pangola au bord d'une route, Australie.Digitaria eriantha, pangola, une des meilleures graminées tropicales[27]
- Hyparrhenia rufa
- Urochloa brizantha et autres espèces autrefois classées dans le genre brachiaria[22]
- Panicum maximum, herbe de Guinée[22]
- Tripsacum laxum
- Des roseaux sont consommables par les ruminants à un stade jeune : canne de Provence, méditerranéenne et tropicale
- les bambous (Phyllostachys, Fargesia, etc.), sont connus pour être la nourriture du panda mais sont aussi consommés par les ruminants. Chusquea quila en Amérique du Sud est consommée aussi bien par les humains que les ruminants
- Les bananiers[28]

### Arbres et arbustes fourragers
Voir aussi : Listes de légumineuses fourragères arbustives ou buissonnantes (légumineuses tropicales).

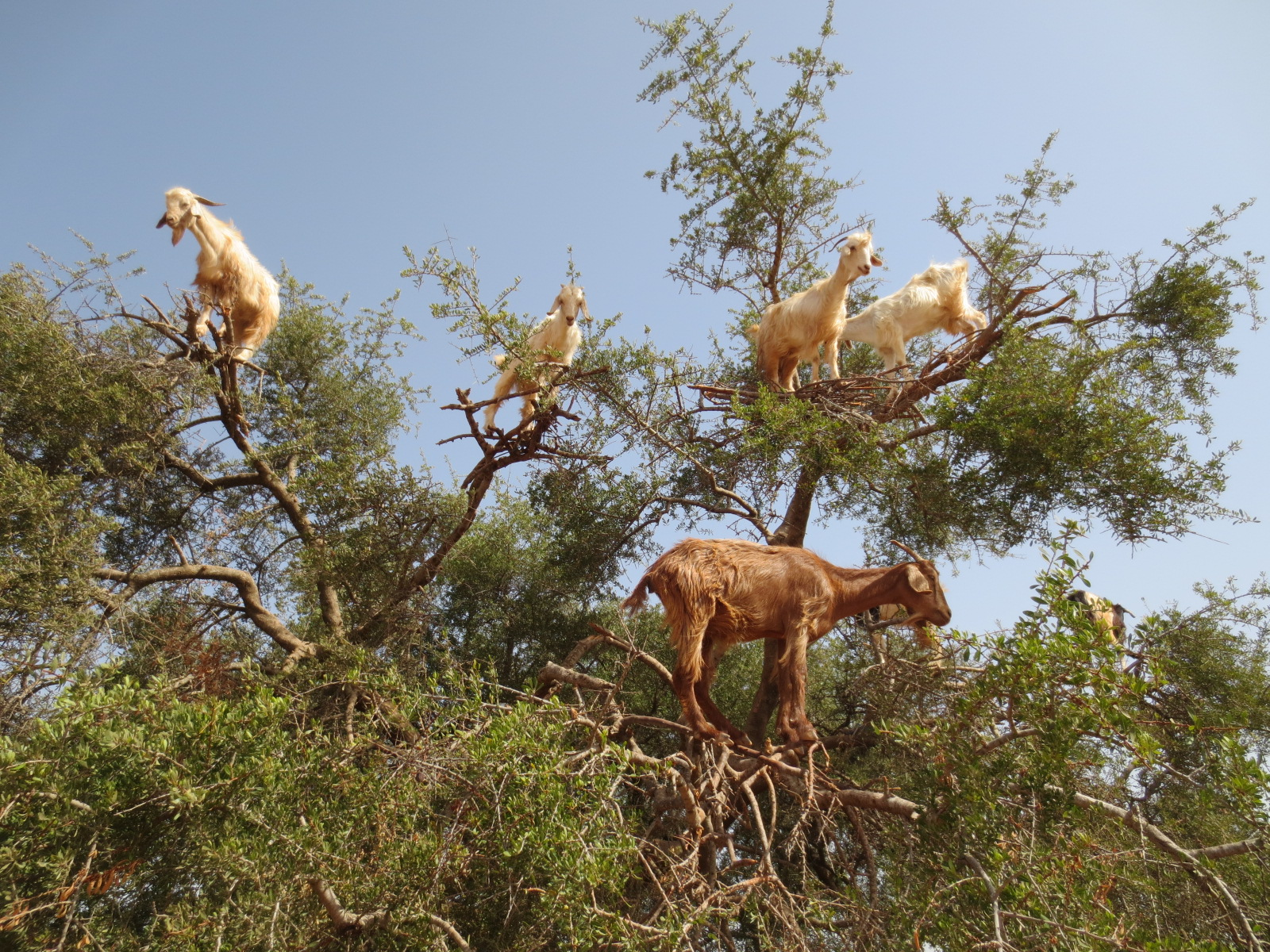
« Pâturage acrobatique » : chèvres dans un arganier, Maroc.

Certaines espèces d'arbre peuvent être utilisées comme fourrage grâce à leur feuillage ou à leurs fruits. En climat tempéré, on peut citer le feuillage et les jeunes rameaux du frêne, de l'orme, du mûrier, du robinier, du peuplier ou de l'érable sycomore. Stocké pour l'hiver, le feuillage sec de frêne, de mûrier ou d'orme est souvent l'égal de la luzerne ou du sainfoin,. Les feuilles du mûrier blanc constituent l'aliment exclusif du ver à soie, Bombyx mori. Le ver à soie tussah (Antheraea pernyi) est lui élevé sur le chêne liège de Chine. Le figuier de Barbarie (opuntia ficus-indica) a été utilisé pour nourrir les petits ruminants et l'est encore pour l'élevage de la cochenille Dactylopius coccus qui permet d'obtenir la teinture naturelle cramoisi. 70 000 ha d'opuntia sont consacrés à cet élevage au Pérou principal producteur mondial. Ziziphus mauritania (jujubier de Maurice) est consommé par les ruminants et par Kerria lacca, la cochenille à laque.

L'ajonc, Ulex europaeus, fourrage médiocre, était très répandu et utilisé dans les landes à ajoncs et prairies dégradées, sa consommation par les bovins nécessitait un broyage préalable.

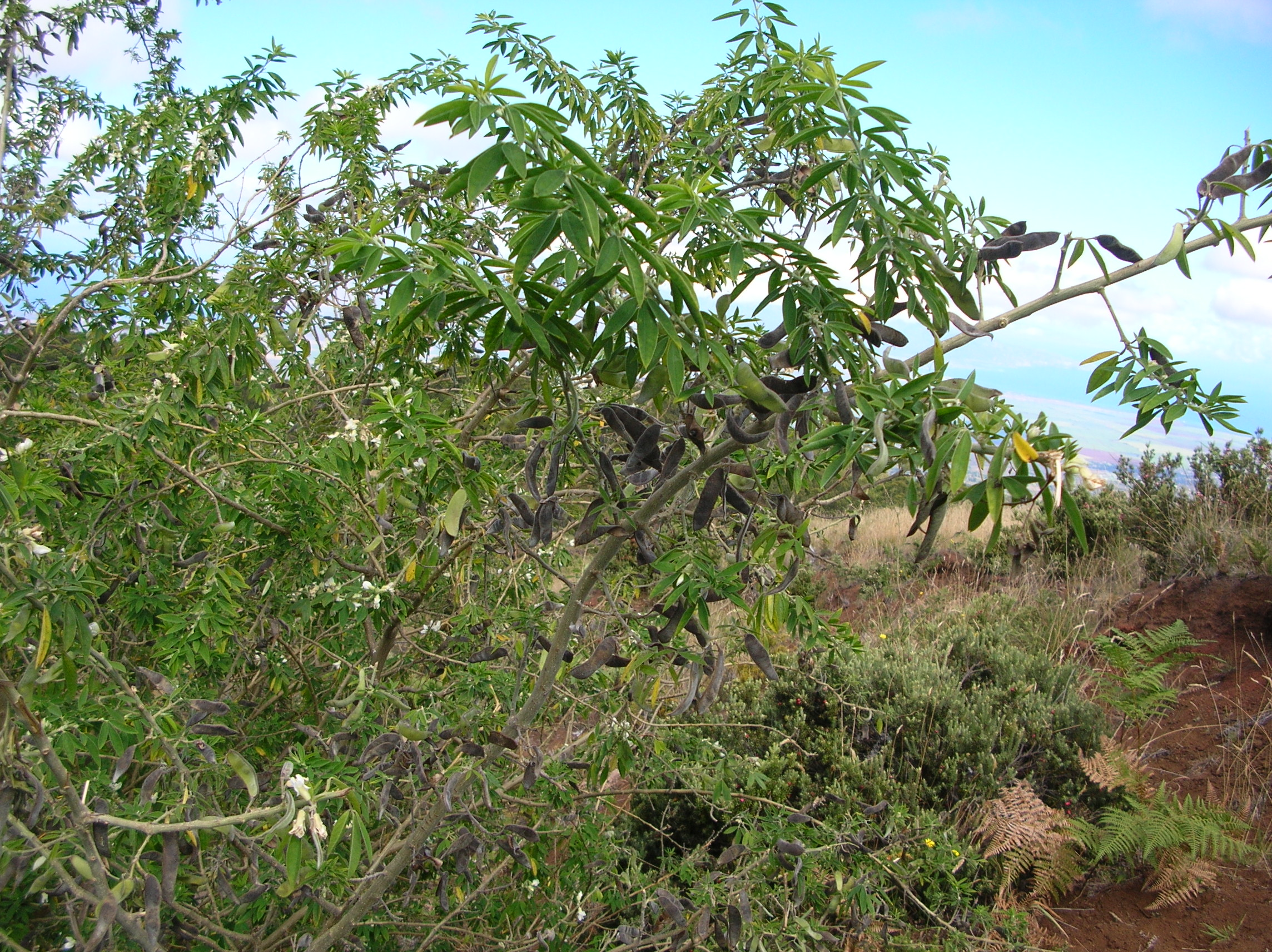
Le tagasaste, une légumineuse arbustive fourragère, avec fleurs et gousses

D'autres arbres sont utilisés à la fois comme arbre fourrager et en agroforesterie. On peut citer l'albizzia, le paulownia ou l'argousier sous climat tempéré et l'arganier, Faidherbia et Acacia en régions arides.
On peut également utiliser les fruits du chêne, du hêtre, du châtaignier, du prunier, du pommier, du févier d'Amérique, etc.
Dans les zones tropicales de nombreuses autres espèces d'arbres ou d'arbustes fourragers sont consommées par les animaux comme le manioc qui est après préparation un excellent aliment d'engraissement. Il est aussi largement commercialisé comme fécule pour l'alimentation des élevages intensifs.

### Autres organismes utilisés comme fourrage
- Le plancton et en particulier des algues microscopiques sont consommées naturellement par les huîtres et moules d'élevage ainsi que par les vénéridés de « culture »[37].
- Les micro-algues sont utilisées massivement pour nourrir les larves d'huîtres et de moules[38].
- Des algues brunes et rouges, en particulier palmaria palmata, ont parfois été utilisées comme fourrage pâturé ou préparé pour les ruminants[39]. Elles sont encore l'objet d'intérêt, par exemple pour essayer de limiter la production de méthane dans la panse[3]. Elles font partie des végétaux préférés (kelp) des ormeaux (haliotis) et des oursins, principaux brouteurs marins dont l'élevage débute en aquaculture.
- Des cyanobactéries du genre Arthrospira fournissent la spiruline alimentaire. Son utilisation comme complément fourrager est envisagée[40].
- Des mousses et des lichens comme Cladonia rangiferina sont appréciés par les rennes et les élans.
- Une fougère aquatique Azolla caroliniana associée à une cyanobactérie symbiote fixatrice d'azote est utilisée traditionnellement en Extrême-Orient pour la nourriture des poissons et des volailles[41].

## Utilisation des fourrages

Prairie surpâturée en Tchéquie avec apport de complément (foin). L'art de l'éleveur consiste d'abord à prévoir suffisamment de fourrages en qualité et en quantité pour ses troupeaux.

### Historique
Les premiers fourrages (herbes et branchages cueillis) ont pu être utilisés avant le néolithique par des chasseurs en même temps que l'aménagement de points d'eau pour attirer et piéger du gibier herbivore. Les techniques nécessaires à l'élevage des animaux semblent avoir été connues des chasseurs-cueilleurs avant la domestication.

#### Domestication des plantes fourragères et développement de l'élevage
De nombreuses  plantes possèdent des principes nocifs pour l'homme et les animaux. On peut citer l'ergot du seigle ou les enniatines, produites par des Fusarium chez l'ivraie (proche des ray-grass). Une tolérance d'origine génétique aux enniatines est ainsi apparue précocement chez la chèvre et chez l'homme en même temps que ces plantes évoluaient, devenaient meilleures pour les animaux et plus faciles à maintenir pour l'éleveur. Une bonne façon de sélectionner les fourrages au pâturage est d'éliminer les refus avant qu'ils ne montent à graine par l'étêtage, la fauche ou le feu par exemple. Cette domestication des plantes fourragères, pour autant qu'on puisse les distinguer des espèces consommées par l'homme, a donc probablement commencé au même moment que celle des premiers herbivores, il y a 11000 ans pour la chèvre au Proche-Orient. L'archéologue Olivier Aurenche pense que les premières plantes domestiquées ont été de utilisées de façon complémentaire par l'homme (le grain) et son bétail (fanes et pailles).
À partir de - 6500, probablement lorsque le niveau de domestication des animaux est suffisant pour contrôler leur déplacement en grands troupeaux, la pratique de l'élevage pastoral basée sur le pâturage libre, peu coûteux en installations et en travail, se répand rapidement au Proche-Orient. Le surpâturage (pression de pâturage trop importante, piétinement intense) peut compromettre la pérennité des parcours et prairies.
L'élevage pastoral est une forme d'agriculture où l'élevage et la quête de pâturages ou fourrages sont devenues les occupations quasi exclusives du berger.
Suivant les époques et les endroits, l'élevage pastoral évolue entre le pastoralisme nomade qui implique de grands déplacements incessants et l'élevage extensif qui est l'occupation d'une très grande surface délimitée, en passant par la transhumance où de longs déplacements sont planifiés.

#### L'Ancien Régime[45]
Le droit d'Ancien Régime, éminemment variable et complexe selon les régions, réserve une part importante de la surface rurale, y compris les terres seigneuriales et ecclésiastiques, aux utilisations collectives selon certaines règles :
- la vive pâture concerne prés, parcours, landes, bruyères, forêts de bois haut qui sont accessibles aux bêtes à laine et aux bovins (mais rarement aux chèvres qui sont difficiles à garder). Dans les pays d'openfield s'y rajoute le pâturage sur la sole en jachère ou vaine pâture
- la glandée ou panage concerne le pacage des porcs en forêts (glands, faînes, prunelles, pommes et poires sauvages, etc.)[46]; elle est supprimée ou sévèrement réglementée notamment avec les réformes de Jean-Baptiste Colbert protégeant la forêt
- Le droit de cueillette autorise le ramassage de ces mêmes fruits , des fougères et ajoncs[47]
- Le droit de chaumage concerne le ramassage des chaumes de céréales qui pouvaient servir de fourrage; c'est une des raisons pour laquelle la moisson à la faux était généralement interdite car avec la faucille, on coupait plus haut.
- Suivant les régions, les pratiques ou droits de glanage (récolte des épis après les moissons), râtelage (après les foins) et grapillage (après les vendanges) existent et persistent après la Révolution.

Cette législation a pour effet de cantonner la culture du trèfle, du sainfoin et des raves au jardin. Des prés de fauche sont cependant réservés. La situation n'est guère meilleure dans les pays de bocage car ces cultures qui donnent encore en automne sont de toute façon susceptibles d'être abîmées par les animaux divagants ou en rut (droit de feu), le passage des gibiers ou équipages de chasse ou bien encore leur levée peut être compromise par les pigeons d'élevage dont nobles et monastères ont l'exclusivité.
Après 1750, dans les régions où le droit de renclôture n'est pas établi, les paysans désireux d'engraisser quelques animaux de façon intensive les gardent à l'étable et les nourrissent de choux, pommes de terre, trèfle ou des raves du « jardin » protégé, de foin et son.
En Afrique du Nord la vaine pâture après moisson et sur les jachères, pratiquée par les éleveurs nomades, a existé jusqu'à l'indépendance.

#### La révolution fourragère en Europe, 1650-1850

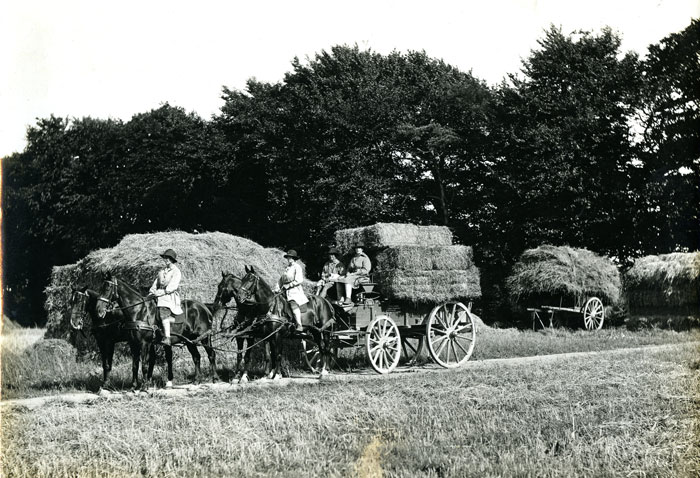
Transport de fourrage aux armées par le Women’s Forage Corps. Royaume-Uni, 1915.

Ce changement de méthodes est basé sur la suppression de la jachère remplacée par des plantes fourragères sarclées (navets et choux puis betterave fourragère) et des prairies artificielles (trèfle, sainfoin puis luzerne). Le droit de vaine pâture étant aboli, il apporte notamment pour l'éleveur une plus grande sécurité d'approvisionnement. L'augmentation du nombre d'animaux de trait et de leur qualité entraîne une demande accrue de fourrages jusqu'à l'apparition des moteurs. Les grands services des états (armée, postes) avaient souvent leur organisation particulière d'approvisionnement en fourrages.

#### L'apogée de l'utilisation de la force animale
Après 1850, la mécanisation' qui précède la motorisation, entraîne une utilisation importante des chevaux comme source d'énergie et pour les transports. Elle concerne de nombreux secteurs en particulier la production des fourrages. Faucheuses, faneuses, rateaux-andaineurs mus par des chevaux allègent considérablement le travail de l'éleveur. Ce type de machines sera très utilisé jusque vers 1950. La création de routes stables parcourues par des attelages à chevaux permet le désenclavement des campagnes, les postes françaises comptent ainsi 25 000 chevaux en 1843; parallèlement, l'amélioration générale de la consommation alimentaire se traduit par une augmentation de la part de la viande et des laitages et une production encore accrue de fourrages.
Vers 1900, la ville portuaire de New York qui comptait 3 500 000 habitants utilisait 200 000 chevaux nécessitant environ 2 000 tonnes de foin par jour.

#### Évolution récente des méthodes d'affouragement

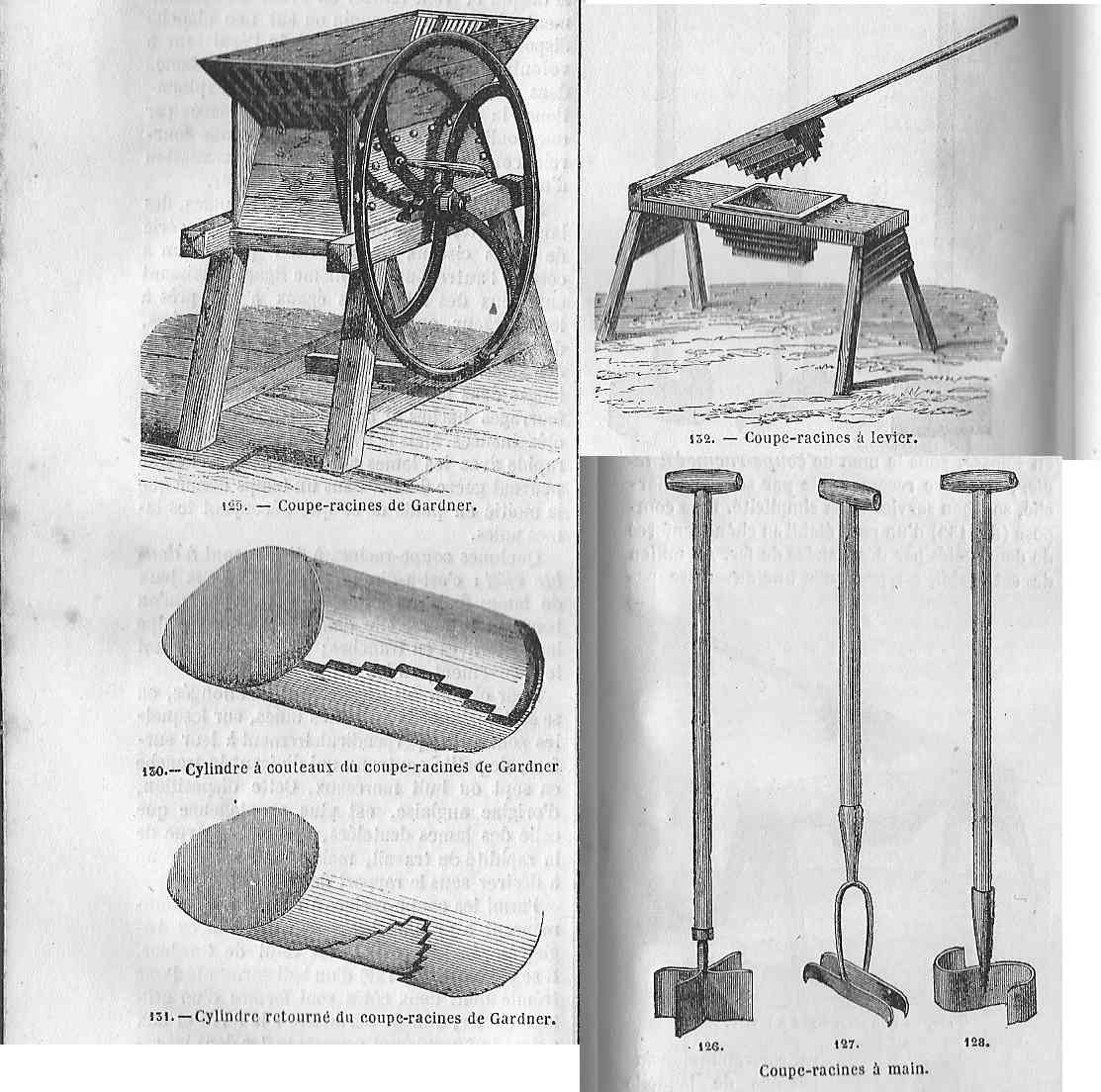
Coupe-racines

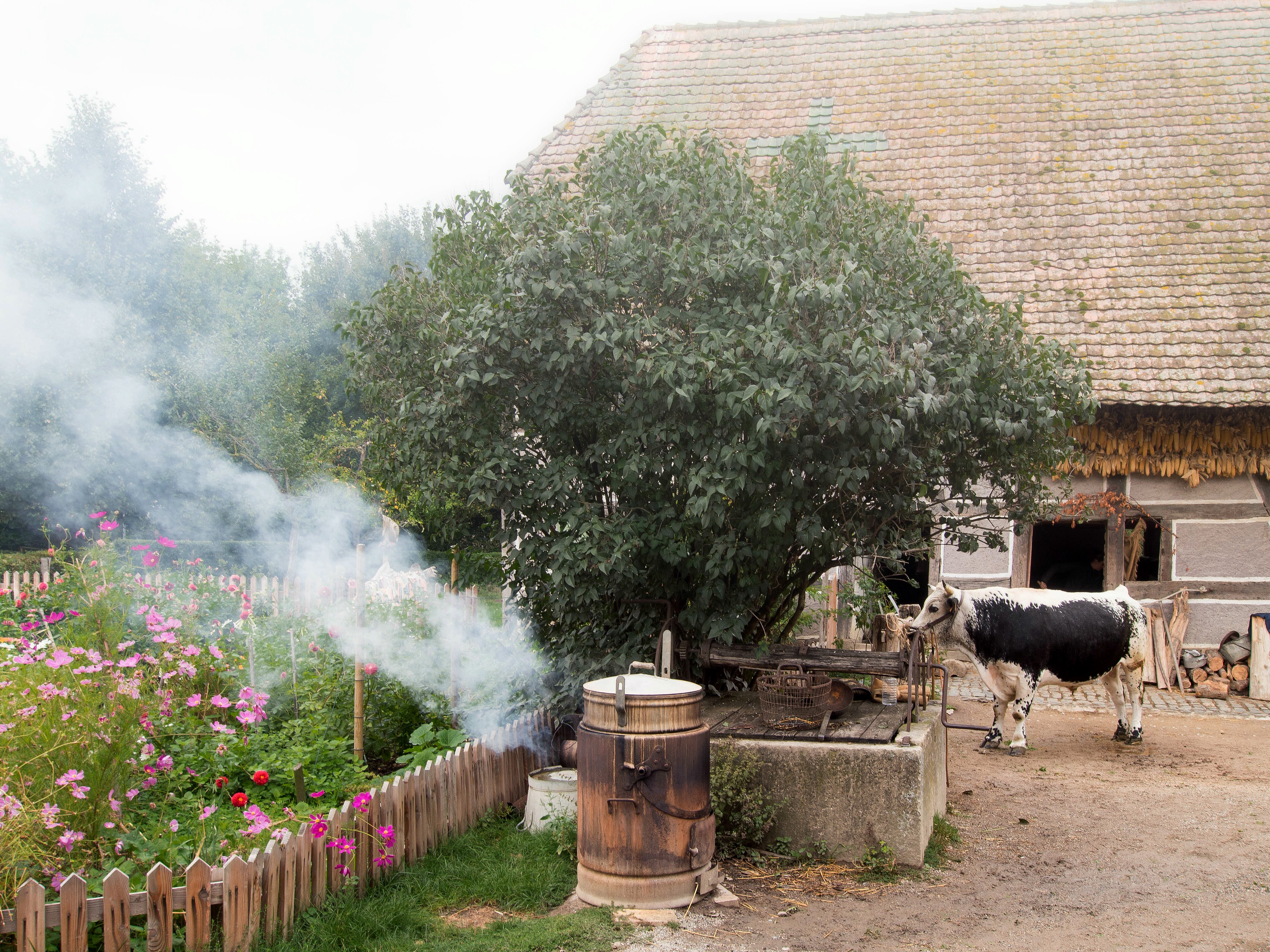
Étuveuse à pommes de terre, Écomusée d'Alsace

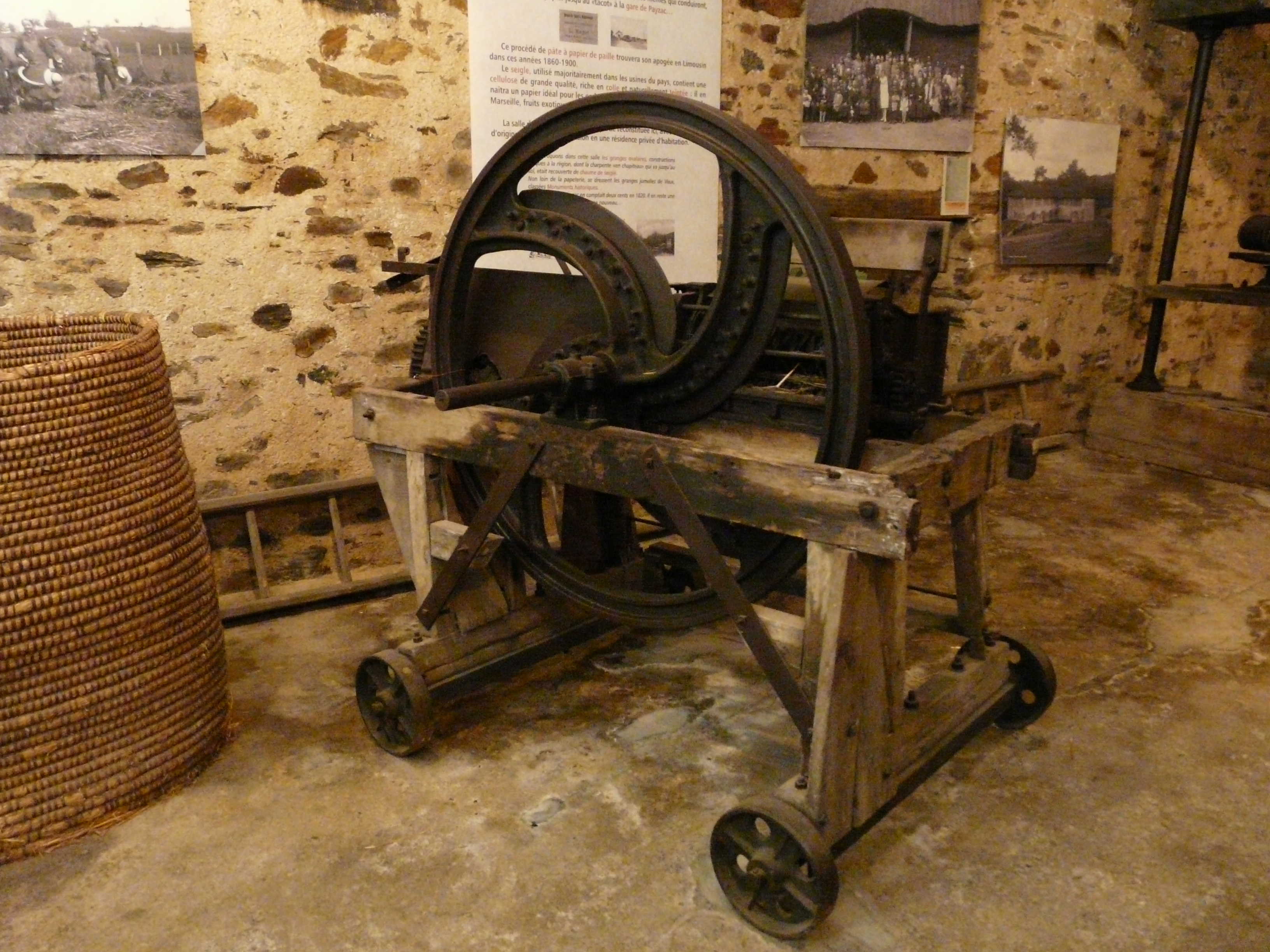
Hâche-paille

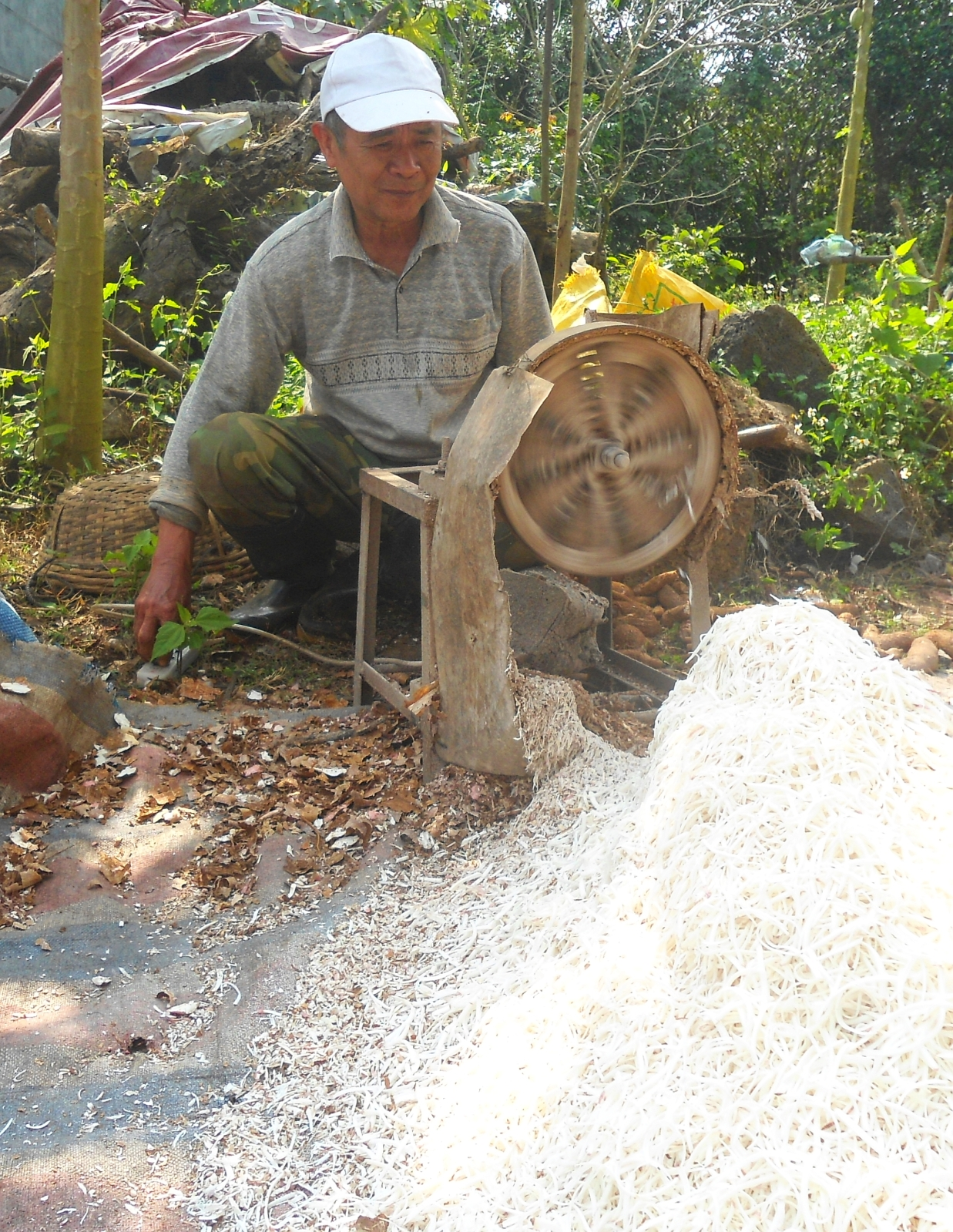
Racines de manioc râpées avant leur séchage sur la route. Alimentation de porcs et poulets, 2014.

Ce sont principalement les herbivores qui consomment des fourrages (au sens de fourrages grossiers). On ne parle plus de fourrages dans les élevages industriels de porcs et volailles (sauf éventuellement pour les palmipèdes) mais ils étaient autrefois aussi donnés aux cochons et volailles et le sont encore en agriculture biologique. Ils pouvaient donner lieu à des préparations complexes comme la soupe aux cochons comportant des éléments cuits (pommes de terre grenailles, topinambours (voir étuveuse à pommes de terre)) et des restes de cuisine. Jusque dans les années 1950 de nombreuses fermes étaient équipées de coupe-racines (utilisé en particulier pour les betteraves fourragères) et de hâche-paille mécaniques (on hâchait par exemple des orties pour les canards). Le maïs-ensilage qui se prête bien à une utilisation plus mécanisée a aujourd'hui pris la place de nombreux fourrages traditionnels. La raison principale de son succès est qu'il a considérablement simplifié le travail des éleveurs. Techniquement, c'est aussi une  plante en C4 (comme le sorgho et la canne à sucre), susceptible de profiter au mieux des chaleurs et de l'ensoleillement estival et d'apporter de forts rendements, à condition d'être irriguée en région sèche.
Les plantes prairiales consommées par les animaux le sont principalement sur pied dans les prairies, savanes et terres arbustives tempérées, parcours, alpages (estive), steppes et pampas, toundra etc. Elles sont aussi cultivées sous forme de prairies, permanentes ou temporaires. La consommation du fourrage par pâturage s'effectue pendant la saison de pousse de l'herbe ou en arrière-saison (herbe conservée sur pied), pour les animaux de pacage. Les prairies et parcours peuvent aussi être fauchés et distribués en frais, sous forme d'ensilage, ou en sec, aux animaux élevés dans des enclos ou des parcs.

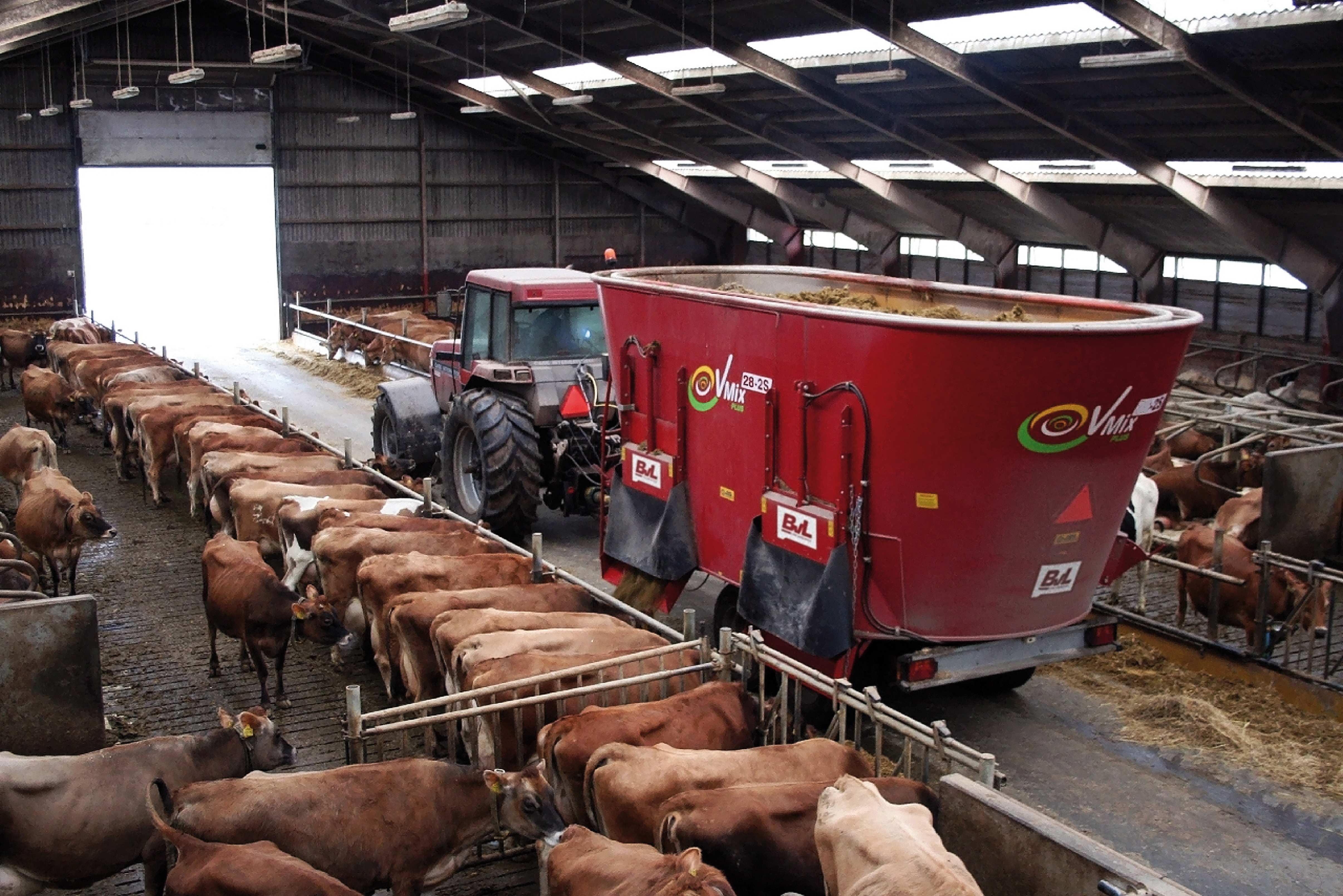
Distribution d'une ration mélangée contenant fourrages grossiers et concentrés

Les différents fourrages et plantes fourragères sont distribués aux bêtes seuls, associés ou, de plus en plus mélangés, par exemple avec des aliments concentrés (grains...). On parle alors de rations complètes ou semi-complètes lorsque par exemple, elles sont proposées en complément de foin à volonté.
L'ingestibilité d'un fourrage est d'autant plus faible que celui-ci est fibreux, c'est-à-dire riche en cellulose. La paille, co-produit des cultures de céréales et les fanes, en particulier celles de légumineuses, peuvent ainsi être utilisées comme fourrage, notamment pour l'alimentation des bovins en période de sécheresse. Cependant ce produit est peu nutritif et peu appétant. Il est plutôt utilisé comme solution de secours en cas de disette. Certains agriculteurs des pays industrialisés l'additionnent d'urée (matière azotée), huile végétale (énergie) et mélasse (pour améliorer l'appétence et la digestibilité). La paille hachée est aussi utilisée pour assurer le minimum de fibrosité nécessaire à une bonne rumination dans une ration à base de grains ou d'aliments concentrés dans les élevages modernes. L'utilisation de rations sèches comportant ces éléments à la place d'ensilage est une tendance très récente pour les ruminants. Ce type de ration facilite aussi le travail de l'éleveur.

### Méthodes de conservation

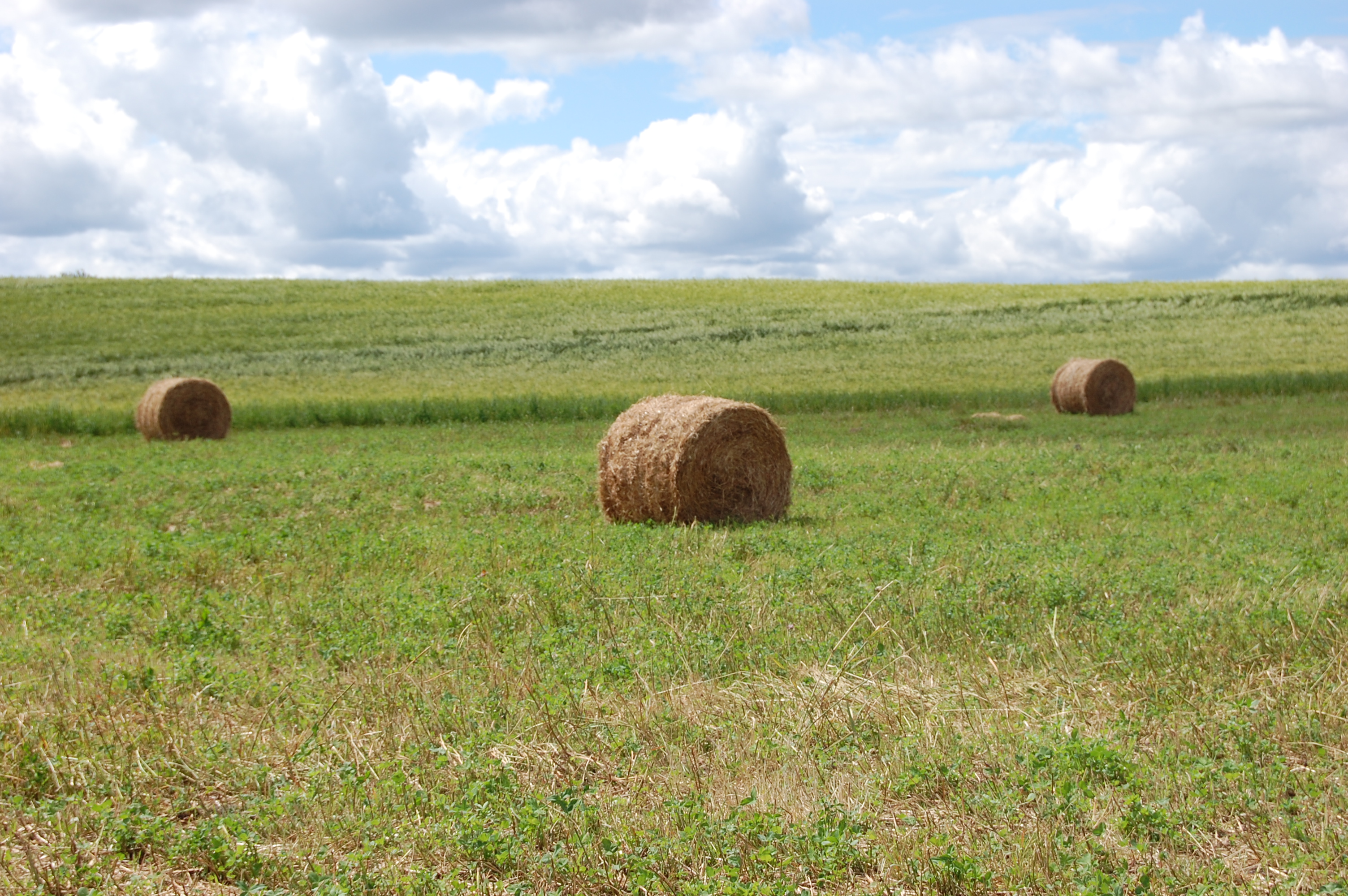
Balles de foin (séchage de finition naturel)

Pour faire face aux besoins des bêtes en toutes saisons, il est nécessaire de conserver le fourrage. Plusieurs méthodes sont pratiquées :
- le séchage naturel qui permet de produire le foin (fenaison) ;
- le séchage en grange par ventilation artificielle du foin récolté, méthode permettant d'améliorer le séchage naturel ;
- la déshydratation artificielle en usine qui conduit au fourrage déshydraté, conditionné en bouchons ou granulés ;
- l'ensilage, mode de conservation par voie humide, basé sur la fermentation lactique en stockant la matière humide généralement hachée et densément serrée, dans des silos. Ces silos peuvent être disposés au sol (silos-taupinières), bétonné ou non, à plat, éventuellement bordés de murs latéraux (silos-couloirs) ou verticalement (silos-tours). L'ensilage d'herbe peut être préfané, c'est toujours le cas pour les silos-tours (haylage), ce qui augmente le taux de matière sèche et évite les pertes de jus; on utilise aussi dans les zones tropicales à saison sèche des silos-fosses creusés dans le sol.
- le stockage en silo (fosse de préférence) aéré et abrité du gel pour des plantes-racines qui respirent, telles que les betteraves fourragères.

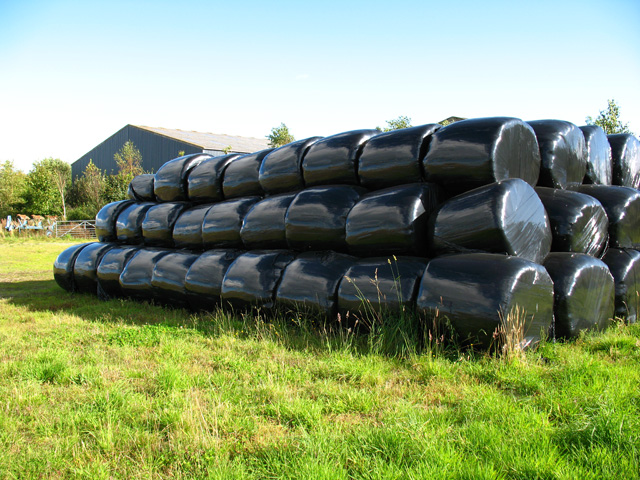
Balles de fourrage enrubannées.

- Balles de fourrage enrubannées.l'enrubannage qui utilise le même principe de conservation que l'ensilage mais à l'échelle d'une balle d'herbe préfanée que l'on met en anaérobiose en l'entourant d'un film plastique. L'ensilage peut aussi être conditionné en continu dans une poche plastique unique déroulée au fur et à mesure du remplissage : silo-boudin. Une autre variante pratiquée en zone tropicale surtout pour les petits élevages de porcs consiste à ensiler dans des sacs plastiques, récupérés ou non, racines et feuilles de manioc ou patate douce, par exemple; certains bigsacs (contenants souples industriels utilisés entre autres pour les engrais agricoles) peuvent contenir une tonne d'ensilage.
- Le stockage sur pied pour les choux, en silos de sable pour les carottes fourragères et en terre sur le champ pour les rutabagas et topinambours était pratiqué autrefois jusqu'à l'arrivée des forts gels[20].

### Modes de distribution

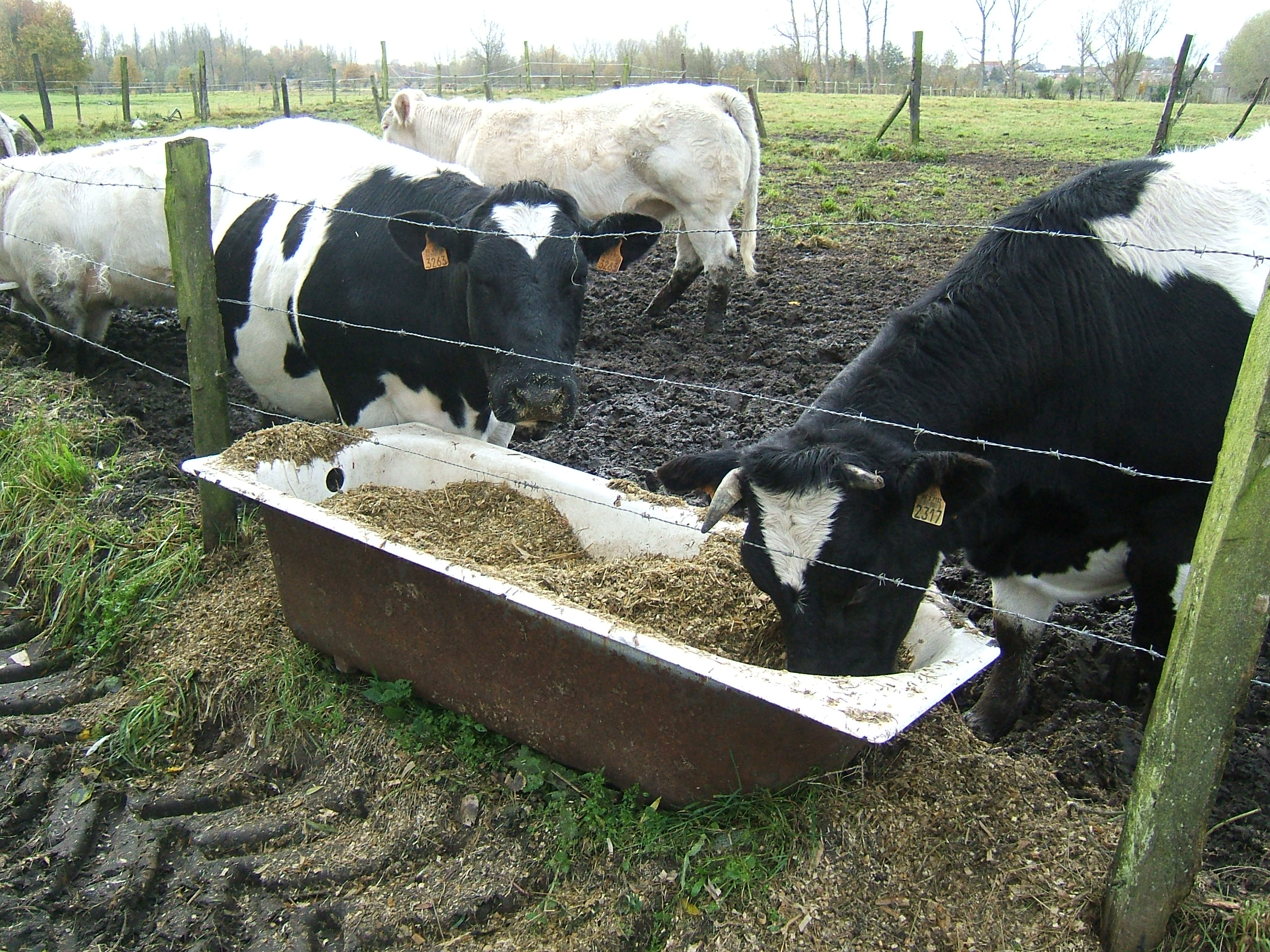
Nourrissage de bovins au champ en hiver avec de l'ensilage de maïs

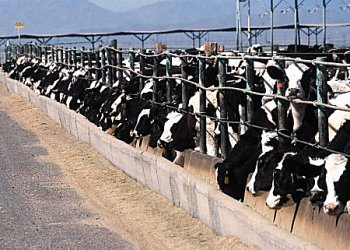
Auge d'alimentation dans un élevage industriel ou feed-lot (photo de l'Agence de protection de l'environnement au Kansas).

Des matériels de distribution variés sont adaptés aux besoins des différentes exploitations d'élevage. Le choix du mode de distribution varie en fonction du type d'exploitation (hors-sol, pâturage, etc.) ainsi que du milieu, plaine ou montagne.
Ces différents modes de distribution des fourrages sont pour les herbivores :
- Le godet désileur :

Le godet désileur est de petite capacité. Il est généralement porté par un tracteur à bras télescopique. Il peut être fixé sur l'attelage avant ou arrière du tracteur ou sur le chargeur frontal. La capacité du godet est limitée, en raison de son poids, à 1,5 - 2 m3. Ce matériel est mal adapté à la réalisation de rations complexes. Pour limiter le temps passé à faire ce type de ration la zone de stockage doit se trouver à proximité de l'auge des animaux.
- Désileuse pailleuse:

La désileuse pailleuse est surtout utilisée pour sa polyvalence. Celle-ci peut permettre en effet de charger directement au silo, de créer une ration mais aussi d'épandre de la paille. Certains modèles conviennent également pour distribuer de l´enrubannage et rendent ainsi possible la réalisation de rations complètes. L´ajout d´une trémie à concentrés permet d'enrichir la ration. La désileuse pailleuse est un équipement  maniable mais de petite capacité. Un seul tracteur d´une puissance moyenne est suffisant.
- Dérouleuse et dérouleuse-pailleuse :

Les dérouleuses permettent de distribuer le fourrage conditionné en balles. Ces dérouleuses de balles sont souvent des outils portés, mais peuvent également exister en version trainée. Pour pallier la nécessité d'un second engin, certains constructeurs étoffent leur catalogue avec des dérouleuses-pailleuses, permettant de réaliser les opérations de distribution et de paillage avec la même machine.
- Remorque distributrice (non mélangeuse) :

Cette machine demande peu de puissance. Toutefois, son chargement nécessite un second tracteur ou le dételage de celui-ci à plusieurs reprises. Comme pour les mélangeuses, la remorque distributrice convient aux exploitations ayant résolu le problème du paillage.
- Mélangeuse  : différents matériels permettent de réaliser des mélanges avec de fourrages et concentrés. On distingue trois principaux modèles :
  - La mélangeuse à pales; le mélange réalisé est apprécié car il est aéré, homogène, et sa fibrosité est correcte.
  - La mélangeuse à une ou deux vis horizontales; elle procure un mélange moins comprimé par comparaison aux modèles à 3, voire 4 vis horizontales. Lors du chargement de la mélangeuse, les éléments fragiles de la ration tels que le maïs doivent être chargés en dernier. Lors du mélange, les vis permettant l´incorporation de balles entières requièrent un tracteur plus puissant.
  - La mélangeuse à une vis verticale; elle donne la possibilité d´incorporer des fibres en quantité et dCharles F., Amouroux J.-M. & Grémare A., 1999. Comparative study of the utilization of bacteria and microalgae by the suspension-feeding bivalve: Callista chione. Journal of the Marine Biological Association of the UK, 79 : 577-584.e réaliser des rations aérées. La vis verticale permet le chargement sur trois côtés de balles entières. La forme du bol est importante pour que le mélange se fasse correctement[54].
- Robot d'alimentation :

Le robot d'alimentation est tout d'abord conçu pour apporter un confort de travail à l'éleveur et lui permettre de gagner du temps lors de la réalisation de la ration, mais aussi d'améliorer la qualité de la ration. Ensuite cela permet de limiter au maximum les refus car la ration est distribuée plusieurs fois par jour en fonction de la quantité qu'il reste dans l'auge. Le robot permet un meilleur suivi de l'élevage par l'éleveur car il collecte les informations d'alimentation, les éleveurs laitiers et de bovins viande peuvent mieux gérer leur troupeau. Des informations en temps réel aident l'éleveur à prendre des décisions pour améliorer l'efficacité alimentaire. La réduction des refus a un effet positif sur la marge alimentaire.
- Désileuse mélangeuse automotrice :

Les désileuses mélangeuses automotrices se sont beaucoup développés ces dernières années dans le monde , en France grâce aux Cuma de désilage. Le marché des automotrices est en plein développement et se partage entre les grandes exploitations et les Cuma. Pour celles-ci, les automotrices permettent aux petites et moyennes exploitations d’accéder plus facilement à des technologies et des modes d’alimentation comme les rations complètes. La désileuse mélangeuse automotrice apporte un confort de travail supplémentaire aux éleveurs car cela leur permet d'avoir un seul matériel pour faire la ration au lieu de deux pour les autres méthodes et d'être beaucoup plus précis quant aux quantités de fourrage distribuées. Avec les mélangeuses ordinaires, il est difficile de charger du foin avec exactitude en un minimum de temps avec un chargeur frontal sur tracteur ou un chariot télescopique, même équipé d’un capteur de pesée. La fraise (rotor permettant le chargement autonome de l'ensilage) et le convoyeur constituent un équipement important sur l’automotrice. Ils sont connectés au système de pesée.

### Refus
Les restes de fourrage non consommés, généralement de faible valeur, sont appelés refus et doivent êtreCharles F., Amouroux J.-M. & Grémare A., 1999. Comparative study of the utilization of bacteria and microalgae by the suspension-feeding bivalve: Callista chione. Journal of the Marine Biological Association of the UK, 79 : 577-584.Le mic enlevés, tous les jours à l'auge; ils sont parfois donnés à des catégories d'animaux moins exigeants comme les génisses. Les refus de pâturage peuvent être fauchés ou broyés. Les rations mélangées et les prairies homogènes produisent moins de refus. La chèvre est réputée aimer trier sa nourriture et donc faire des refus.

## Valeur alimentaire des fourrages

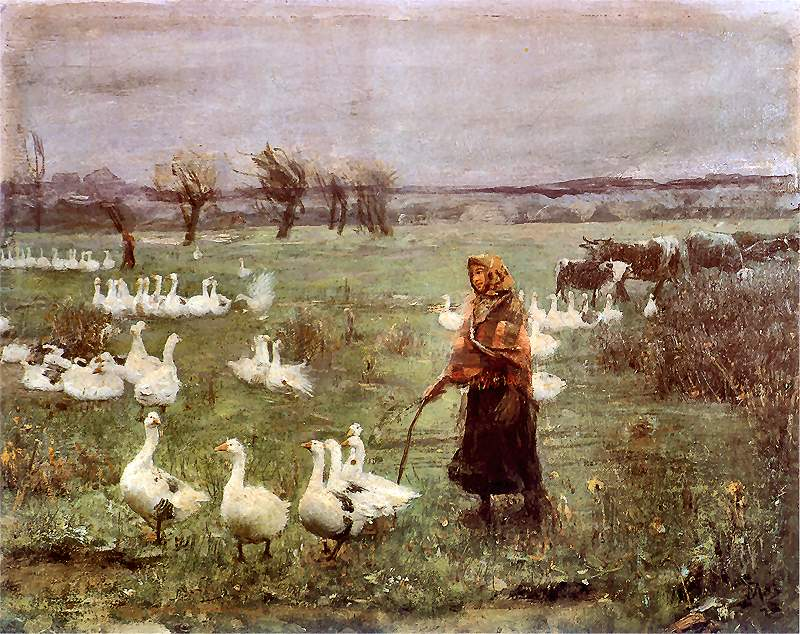
Oies et bovins au pâturage, Teodor Axentowicz, La bergère aux oies, 1883

La valeur alimentaire des fourrages est déterminée selon un long processus d'expérimentations en fonction :
- des espèces végétales ingérées selon leur stade végétatif et leur mode de conservation
- des espèces consommatrices avec une distinction principale entre monogastriques et ruminants.

Des index de valeurs synthétiques, qui peuvent différer selon les pays, ont été mis au point. Ces valeurs sont remises à jour si besoin. Elles concernent principalement :
- le taux de matière sèche
- La valeur énergétique : énergie nette pour la plupart des monogastriques, unité fourragère pour les ruminants et le cheval
- Les valeurs en protéines, avec une méthode de calcul particulière pour les ruminants : le Système PDI
- les taux concernant certains éléments indispensables : minéraux, acides aminés indispensables.

En France ces tables d'index sont publiés par l'INRAE et les résultats également diffusés et commentés par l'Institut de l'élevage. Elles servent à la composition et l'ajustement des rations aussi bien à la ferme qu'à l'usine et sont intégrées aux programmes de calcul.
La valeur alimentaire des fourrages est en relation directe avec leur digestibilité.

## Plantes toxiques et fourrages

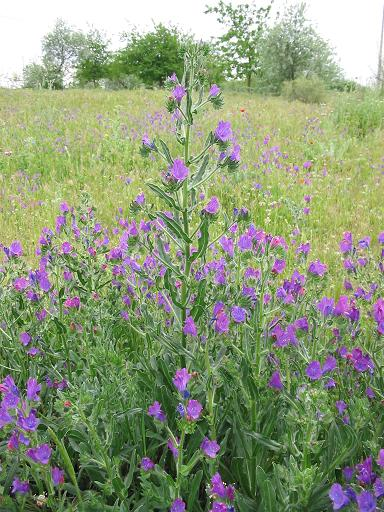
La vipérine faux plantain fut introduite comme fourrage en Australie avant de s'y révéler mortelle pour les chevaux en particulier dans les prairies surpâturées

Certaines plantes sont toxiques pour les animaux et certains fourrages le sont sans préparation adéquate (manioc...) ou peuvent le devenir après une mauvaise conservation ou une consommation abusive : des fourrages broyés trop concentrés distribués en aliment unique (ensilage de maïs) peuvent provoquer une acidose, la consommation à volonté de luzerne fraîche entraîne la météorisation chez les herbivores. Certaines plantes toxiques, comme la morelle, sont plus dangereuses dans les ensilages car les animaux sont dans l'incapacité de trier contrairement à ce qui se passe au pâturage.